# Конституция Японской империи
Конститу́ция Япо́нской импе́рии (яп. 大日本帝國憲法 Дай-Ниппон Тэйкоку Кэмпо:, современными иероглифами: 大日本帝国憲法), известная также как Конституция Мэйдзи  (яп. 明治憲法 Мэйдзи Кэмпо:), являлась основным законом Японской империи в 1890—1947 годах. Помимо определения основ правового статуса императора и органов исполнительной власти устанавливала перечень основополагающих прав и свобод японских подданных, вводила в систему государственных органов обладавший законодательной властью парламент, нижняя палата которого избиралась населением, а также учреждала независимый суд. Принятая 11 февраля 1889 года, Конституция стала одним из важнейших итогов комплекса политических реформ, проведённых в ходе реставрации Мэйдзи. В соответствии с общим духом модернизации страны по западным образцам большое влияние на содержание Конституции оказали конституционные акты европейских стран, прежде всего Пруссии и других германских государств. Краткость Конституции не позволяла охватить все области конституционного права, в связи с чем она выполняла роль источника права лишь отчасти, в определённой мере являясь политической декларацией; более подробная регламентация соответствующих вопросов осуществлялась текущими законами и императорскими указами.
В результате принятия Конституции Мэйдзи Япония стала второй страной в Азии (вслед за Османской империей), которая ввела у себя конституционную форму правления и заложила основы представительной демократии. Несмотря на расширенный характер императорских прерогатив, сравнительно небольшие полномочия парламента и влияние внеконституционных институтов, нормы Конституции были одним из механизмов дальнейшей либерализации японского государственно-общественного строя в период демократии Тайсё, включая создание первых партийных кабинетов и введение всеобщего избирательного права, а включение в Конституцию положений о правах и свободах подданных стало важным прорывом для традиционного общества с многовековым коллективистским укладом. В то же время Конституция в силу лаконичности своих правил и других особенностей конституционно-правового регулирования так и не смогла стать сколько-нибудь существенным препятствием на пути складывания военно-бюрократического режима 1930-х годов, а также массовых ограничений прав и свобод, возможность осуществления которых прямо предусматривалась её положениями.

## Предпосылки принятия Конституции

### Проблема государственного управления в период реставрации Мэйдзи. Клятва Пяти пунктов

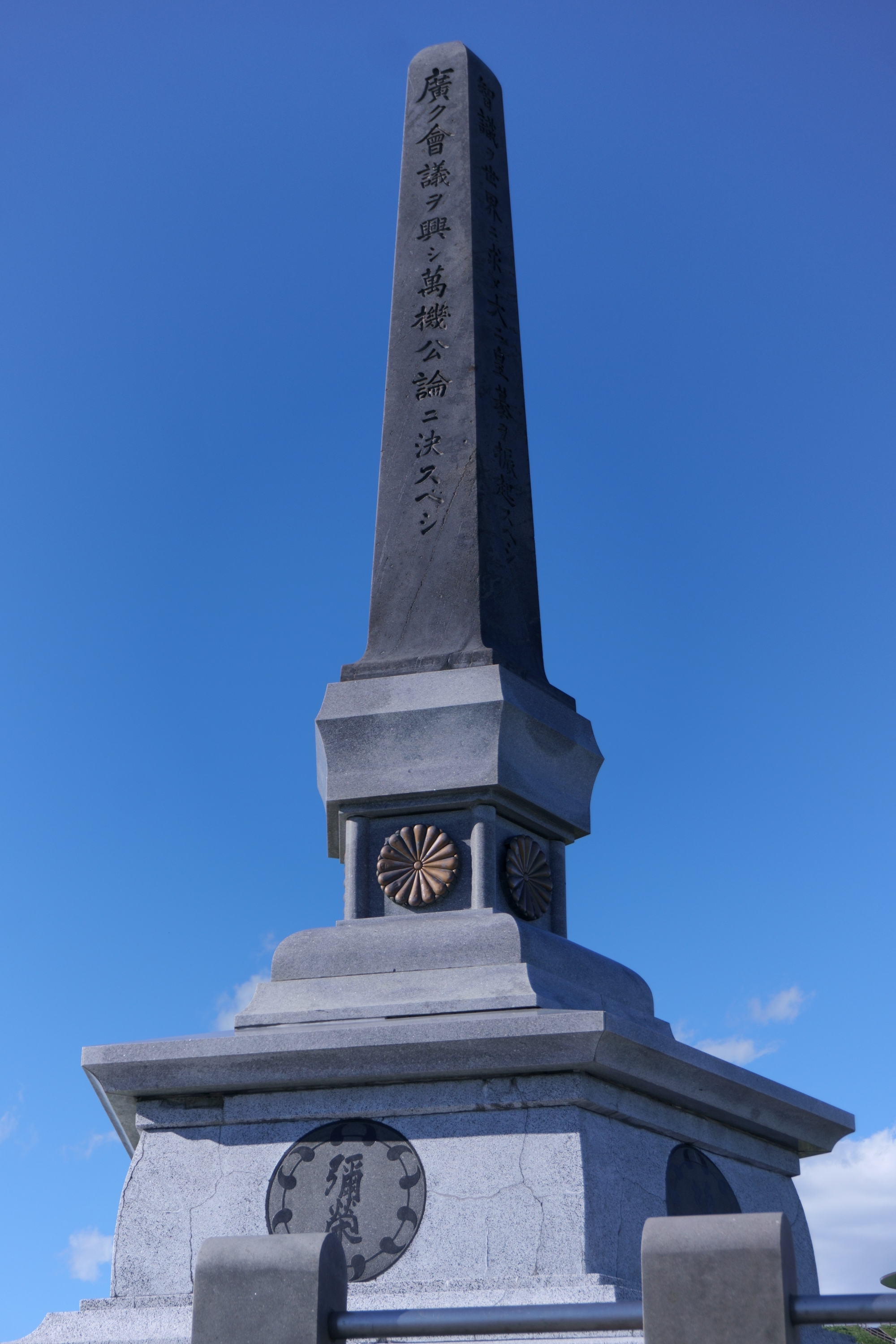
Обелиск, посвященный Клятве Пяти пунктов

Переход власти в руки новой группы японских лидеров в результате реставрации Мэйдзи сам по себе не мог решить одну из главных проблем поздней эпохи Эдо — управления государством. Вопросы управляемости государства, власти и законности стали первостепенными для нового режима. Конституция Японской империи, принятая на заключительном этапе реформ, в этом смысле зачастую рассматривается как один из главных итогов реставрации: по мнению ряда японских историков, революция Мэйдзи представляет собой исключительно процесс конституционного преобразования Японии и создания конституционного государства.
Главной целью проводимых в 1870—1880-х годах реформ было создание национального централизованного государства. Первым шагом стало возвращение императору всей полноты государственной власти, а также власти над землями и населением, вторым — формирование центрального аппарата власти: необходимо было полностью упразднить старую административную систему, оставшуюся в наследство от феодальной эпохи Эдо, и создать новый государственный аппарат. Проведённые реформы определили основные черты японской государственной и политической системы новой эпохи Мэйдзи, и в свете этого Конституция Японской империи 1889 года стала завершающим актом реформирования японской государственности, законодательно закрепившим все осуществлённые с 1868 года преобразования.
Идея создания писаной конституции, включающей западные принципы управления государством, была сформулирована ещё в первые годы реставрации. Принятие Конституции явилось заключительным этапом последовательных политико-правовых реформ, исходным пунктом которых стала клятва Пяти пунктов, разработанная при участии Кидо Такаёси и данная молодым императором Мэйдзи 6 апреля 1868 года во дворце в Киото в присутствии придворной аристократии и феодальных князей.
Клятва состояла из пяти статей, в которых в общих словах были намечены принципы дальнейшего управления государством и провозглашена политика модернизации: решение государственных дел с участием «общего совещания» (статья 1), всесословность власти, опирающейся на всех подданных и поощряющей личную предприимчивость во всех сословиях (статьи 2 и 3), упразднение всех дурных обычаев и соблюдение правосудия (статья 4), а также заимствование полезных знаний во всём мире (статья 5). Сущность этой декларации сводилась к обещанию руководствоваться во внешней и внутренней политике общественным мнением, а также к заявлению, что опору власти отныне будут составлять все японцы, а не только военное сословие. Обтекаемые формулировки документа оставляли широкую свободу для их толкования; в частности, в статье 1 прямо не говорилось об учреждении парламента, но признавалась необходимость создания государственного органа, в работе которого приняли бы участие разные слои населения. Таким образом, клятва Пяти пунктов, во исполнение которой правительство Мэйдзи с 1868 года приступило к модернизации всех сторон жизни японского общества, уже содержала некоторые гарантии будущего представительного строя и впоследствии рассматривалось как высочайшее обещание об учреждении парламентской монархии.

### Административные реформы 1868—1871 годов

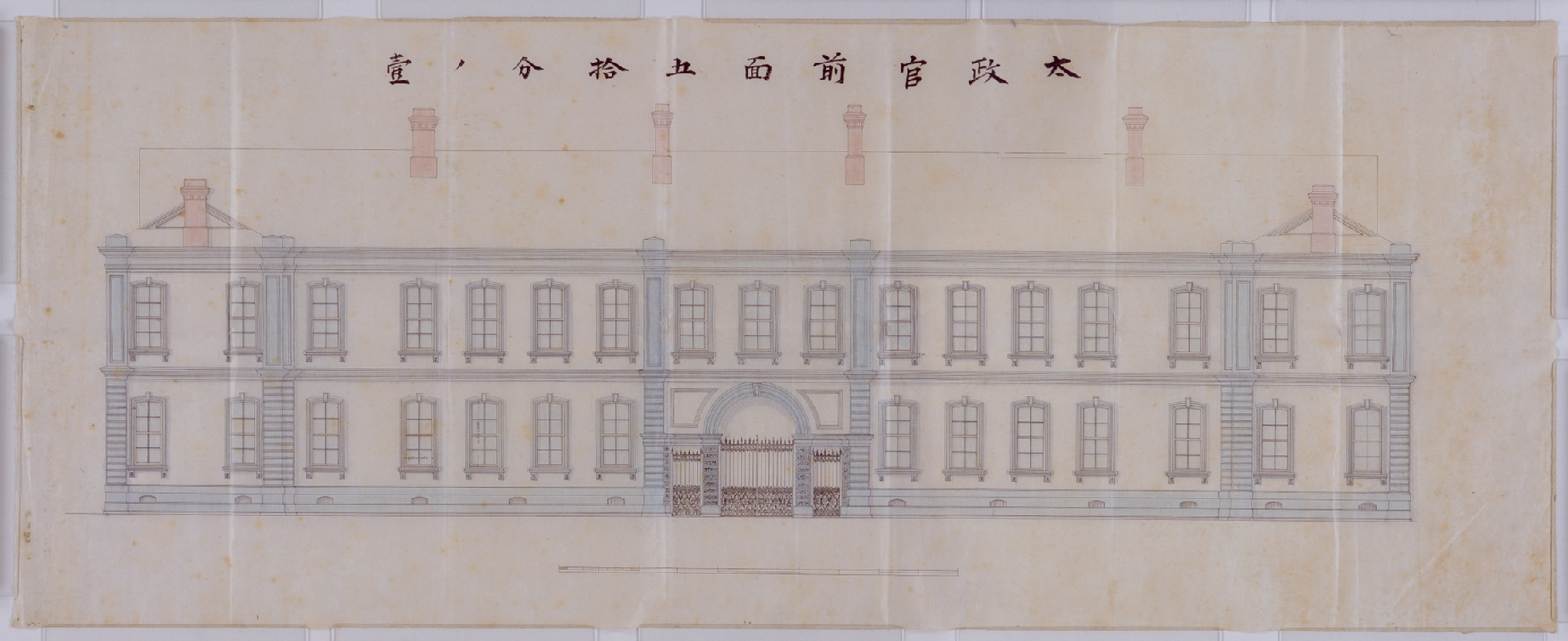
Здание Дайдзёкан

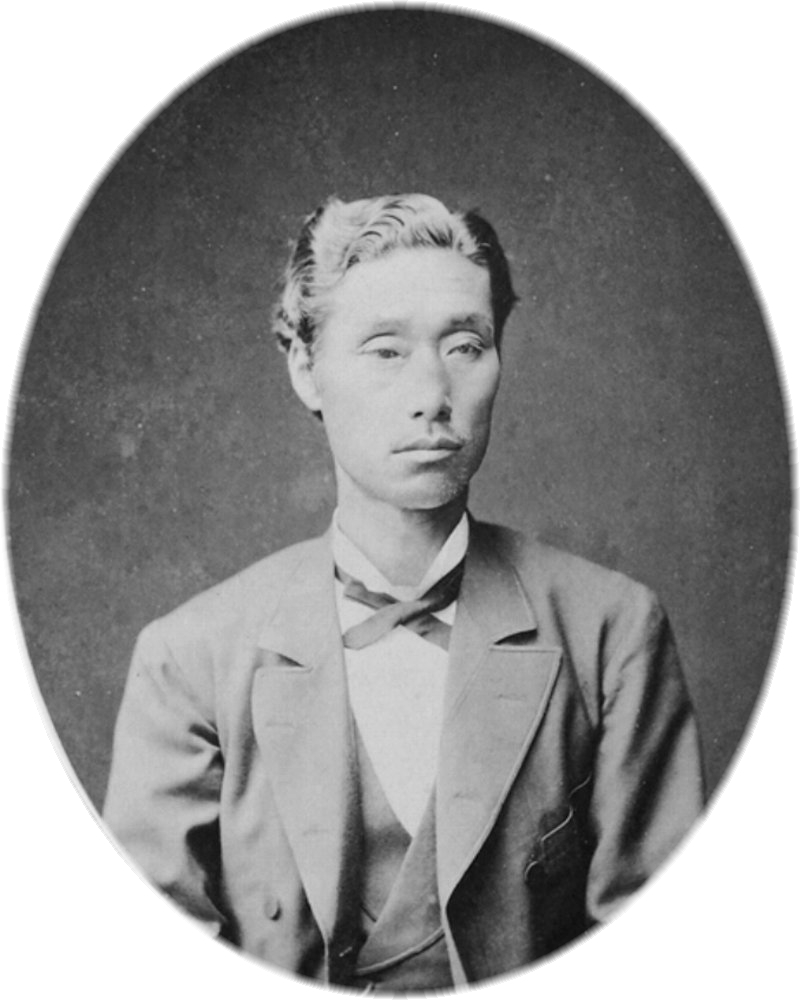
Виконт Фукуока Такатика

Следующим шагом в формировании новой структуры власти стал принятый 11 июня 1868 года Указ о государственном устройстве — Сэйтайсё. В литературе этот документ иногда именуется «первой конституцией Мэйдзи»; клятва Пяти пунктов была включена в него в качестве статьи 1. Авторами проекта Указа были Фукуока Такатика и Соэдзима Танэоми, в процессе составления опиравшиеся на древнейшие основы японского политического строя, изложенные в книгах «Рё но гигэ» и «Сёкугэнсё», а также на описание структуры государственного устройства США, изложенное в работе Фукудзавы Юкити «Западные страны»; участие в разработке проекта приписывается также государственному деятелю Яи Ури, который представил императору записку о пяти принципах конституции на основании изучения голландских государственных учреждений. Система Сэйтайсё сменила недолго просуществовавшую систему сансёку — «трёх должностных рангов» (сосай, гидзё, санъё), введённую в январе 1868 года.
В соответствии с Указом о государственном устройстве было образовано центральное императорское правительство — Государственный совет (Дайдзёкан), состоявший из исполнительного совета (гёсэй), консультативного совета (гисэйкан) и пяти ведомств — религии (синси), финансов (кайкэй), военных дел (гумму), иностранных дел (гайкоку) и юстиции (кэйхо). Консультативный совет обладал законодательной властью, исполнительный совет и ведомства религии, финансов, военных и иностранных дел — исполнительной властью, а ведомство юстиции — судебной властью. Таким образом, особенность новой правительственной структуры заключалась в заимствованном из Конституции США принципе разделения властей, который, тем не менее, был подчинён абсолютистскому принципу единой власти, принадлежащей Государственному совету. Пост главного министра — председателя Государственного совета — занял Сандзё Санэтоми.
Консультативный совет делился по западному образцу на верхнюю палату, образованную из старших и младших советников прежнего сансёку (гидзё и санъё), и нижнюю палату, в которой заседали самураи, представлявшие все 276 кланов Японии. Вся полнота законодательной власти принадлежала верхней палате (дзёкёку кайги). Нижняя палата (какёку кайги) являлась совещательным органом, члены которого назначались правительством на неограниченный срок; при этом статья 5 Указа гласила, что «целью создания совещательного учреждения является открытое обсуждение и установление мнения большинства». Несмотря на то, что состоялось всего лишь две сессии какёку кайги (в 1869—1870 годах), этот представительный орган имел большое значение как предшественник нижней палаты будущего японского парламента.
Указ о государственном устройстве не проводил чёткого разделения между законодательной и исполнительной властью. В частности, посты двух старших советников — членов верхней палаты (гидзё) — занимали по совместительству председатели исполнительного совета, а посты председателя нижней палаты и его заместителя занимали государственные чиновники (бэндзи). Во многом система Сэйтайсё была переходной формой власти, необходимой в момент равновесия различных противостоящих друг другу феодальных группировок (придворной знати и самураев, самураев различных княжеств, а также даймё и рядовых самураев). Консультативный совет был упразднён 19 сентября 1868 года, временно восстановлен в апреле 1869 года и окончательно ликвидирован уже в мае 1869 года. Осталась только нижняя палата в виде Бюро представителей из районов (коси тайсакусё), которое могло вносить предложения, но не имело никакого влияния на политическую жизнь страны.
В 1871 году, после ликвидации княжеств и образования префектур, Дайдзёкан был разделён на три палаты — Центральную палату (Сэй-ин), в ведении которой находились вопросы религии, дипломатии, войны и мира, заключения международных договоров; Правую палату (У-ин), в которую входили главы ведомств, и Левую палату (Са-ин) — законосовещательное учреждение, которое могло рассматривать и подавать советы по поводу отдельных законопроектов. В том же году были учреждены восемь министерств — синто, иностранных дел, финансов, военное, образования, промышленности, юстиции и императорского двора.

### Японское либеральное движение и первые конституционные проекты. Речь императора 2 мая 1874 года

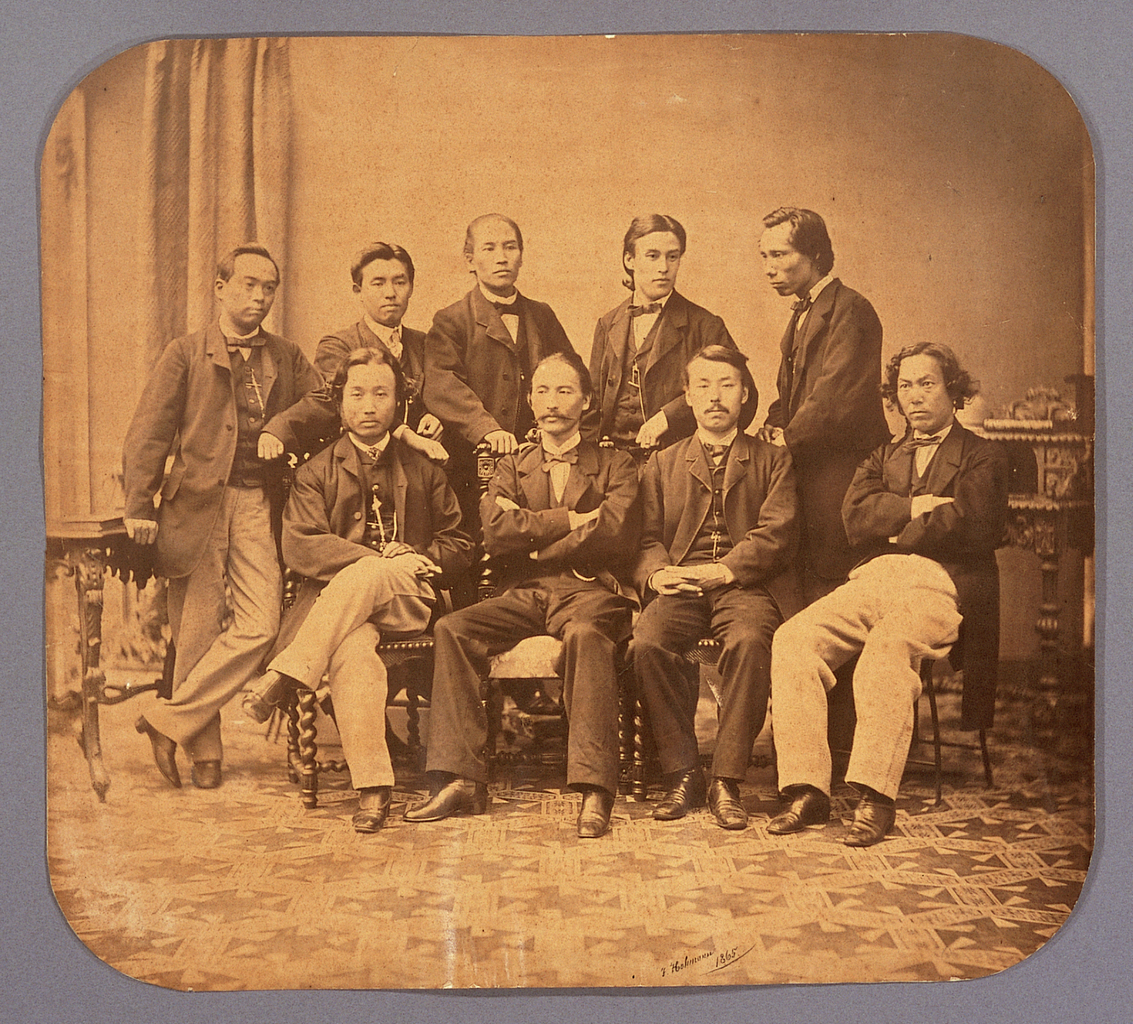
Первая группа японской молодёжи, отправленная в 1862 году за границу. Крайний справа в нижнем ряду — Ниси Аманэ

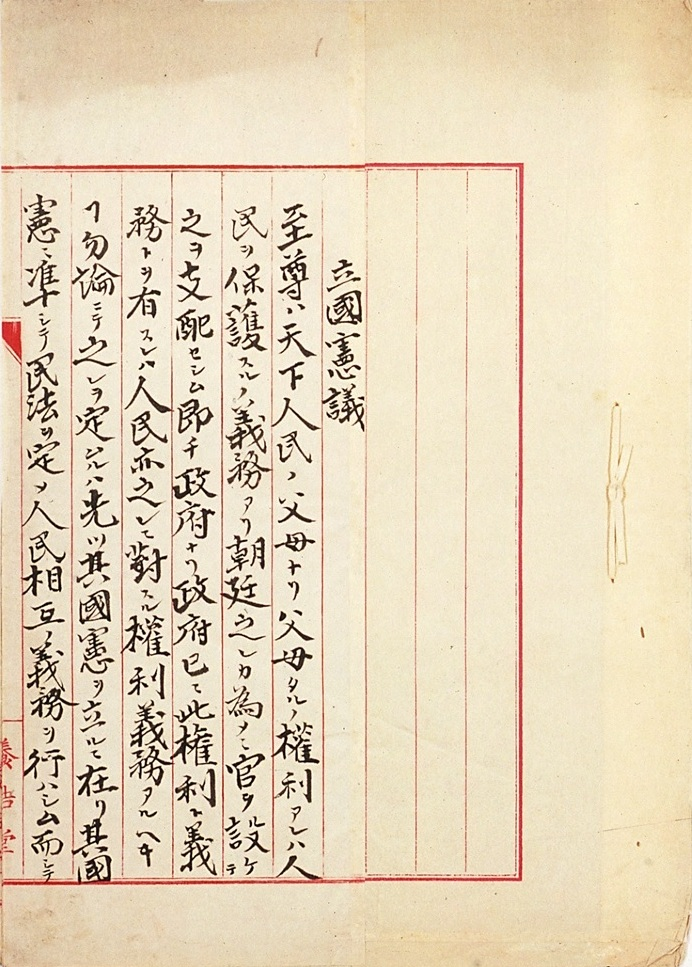
Предложение Миядзимы Сэйитиро (1872)

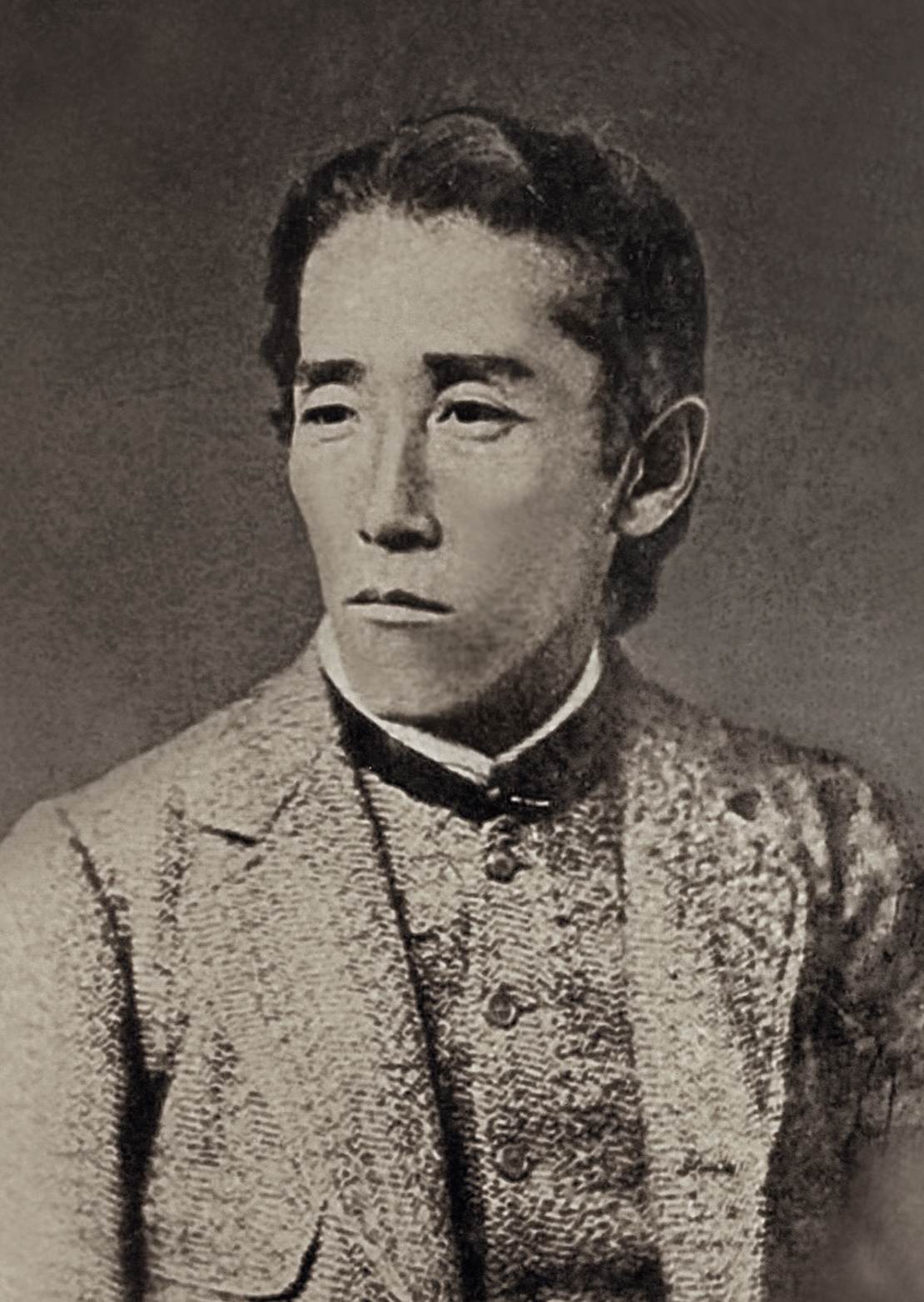
Итагаки Тайсукэ

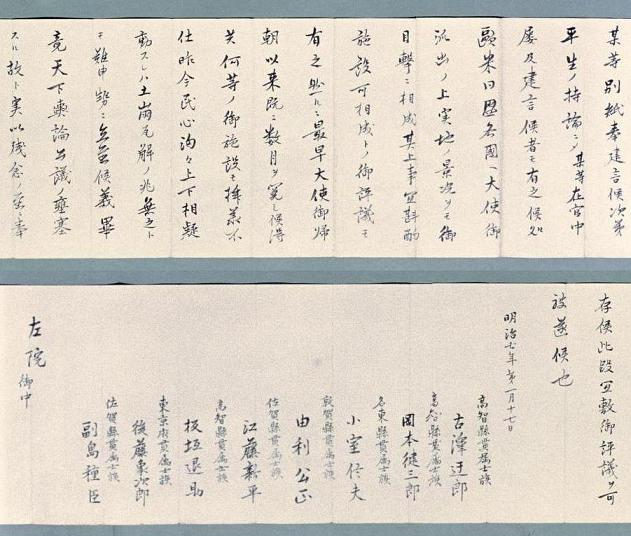
Меморандум 17 января 1874 года

После краха политики самоизоляции в японском обществе начинают распространяться пришедшие с Запада идеи естественного права, общественного договора и народного суверенитета. Благодаря переводам Накаэ Тёмина особой популярностью пользовались труды Руссо; с опорой на идеи Дж. Ст. Милля Фукудзава Юкити писал свои труды, а Мори Аринори выступил с предложением ввести в Японии конституционную монархию и парламентские учреждения. Ещё до событий реставрации Мэйдзи Ниси Аманэ разработал проект конституции по европейскому образцу. Дипломат Канэко Кэнтаро в период своего пребывания в Англии неоднократно консультировался по политическим и административным вопросам с Г. Спенсером. В 1870 году советник правительства Ито Хиробуми был отправлен с целью ознакомления с политическим устройства США в Вашингтон, где изучал американскую конституцию и «Записки Федералиста». Знакомство с трудами западных мыслителей, а также дипломатические миссии и зарубежные поездки (включая отправку на учёбу за границу первой группы японской молодёжи в 1862 году) оказывали значительное влияние на умы и настроения образованных японцев; модернизация страны в их сознании стала связываться с уважением прав человека и народным представительством.
Первый официальный правительственный проект конституции рассматривался в Левой палате. В апреле 1872 года член Левой палаты Миядзима Сэйитиро внёс «предложение об основном государственном законе». Это послужило стимулом для внесения от имени председателя Левой палаты и его заместителя «предложения об учреждении подготовительной комиссии». Затем был составлен проект образования государственного собрания (коккай гиин), и в июне 1873 года Левой палатой было принято решение о «составлении государственной конституции и кодекса гражданских прав». Внося соответствующее предложение, Миядзима исходил из основных принципов абсолютизма: в работе «Источники составления конституции Японии» он писал: «Прежде всего необходимо поднять на должную высоту государственную власть, установить власть монарха и разъяснить нашему народу, что представляет собой власть монарха и что такое конституция страны». Права народа, по его мнению, представляли собой права и обязанности, разрешённые монархом и государственной властью.
В 1873 году крупный государственный деятель Окубо Тосимити по возвращении из правительственной миссии в Европу и США опубликовал статью, в которой рассматривал возможность принятия конституции как средства, благодаря которому Япония приобретёт уважение со стороны Запада и устранит раздробленность в стране; более того, он признавал, что некоторая степень общественного участия будет способствовать стабильности. Юридическое обоснование монархической власти и власти государства, которые должны были объединить правительственные круги и подчинить народ, Окубо назвал «государственным законом».
В 1870-х годах появляются первые либеральные ассоциации, требовавшие в своих петициях введения в стране представительного строя. Одним из первых документов подобного рода стал меморандум, представленный 17 января 1874 года в Левую палату группой из девяти высокопоставленных чиновников, в состав которой вошли учредители Общественной партии патриотов — Итагаки Тайсукэ, Гото Сёдзиро, Соэдзима Танэоми, Это Симпэй, Юри Кимимаса, Окамото Кэндзабуро и другие. В меморандуме, первоначально напечатанном в газете «Ниссин синдзиси», было выражено опасение по поводу затягивания процесса введения парламентской системы правления. Авторы документа, подчёркивая свою лояльность правительству, писали:

В последнее время народ находится в возбуждённом состоянии, между правящими и управляемыми возникло взаимное недоверие… Мы опасаемся, что если не будет проведена реформа, государство будет разрушено… Мы искали средство избавить государство от той опасности, которая ему угрожает, и нашли, что оно заключается в развитии в империи общественного обсуждения. Средством развития общественного обсуждения является учреждение палаты, избираемой народом… Общепризнанным принципом является положение о том, что люди, обязанностью которых является уплата налогов правительству, обладают правом участия в делах своих правительств и правом одобрения или осуждения.

Либералы группы Итагаки, указывая на рост социального напряжения в японском обществе, грозящий вылиться в революционные потрясения, видели во введении представительной системы организации политической власти единственный выход из создавшейся ситуации. Конкретные предложения сводились к тому, чтобы «ввести систему выборов депутатов от каждого княжества» и «самурайству, богатым крестьянам и купечеству предоставить право иметь своих представителей в правительстве». Самый веский аргумент авторов меморандума в пользу нововведений заключался в том, что открытие парламента «сделает страну сильной», поскольку это создаст «общность чувств народа и правительства».

Правительство ответило на меморандум неопределённо, обещая обсудить поднятые в послании вопросы позднее. Более чёткий ответ содержался в статье государственного деятеля и учёного Като Хироюки, опубликованной в правительственной газете «Нити-Нити симбун». Като заявил, что Япония «ещё не достигла соответствующей стадии прогресса и не готова к учреждению парламента». В японской прессе развернулась дискуссия. Либералы уточнили, что не собираются предоставлять избирательные права всем подданным, но отметили, что воспитание интеллекта у народа займёт значительно меньше времени в рамках парламентского строя, нежели вне его.
Тем не менее правительство приняло решение прислушаться к общественному мнению. 2 мая 1874 года император Мэйдзи произнёс речь, в которой объявил об учреждении совещательного «собрания представителей всей нации, дабы издавать законы путём публичного обсуждения». В качестве представителей народа должны были созываться «главные чины различных местных ведомств», то есть представители местной бюрократии, которые должны были «доложить мнение народа».

## Политические реформы и конституционное движение в 1875—1881 годах

### Совещание в Осаке и реформы государственного управления 1875 года

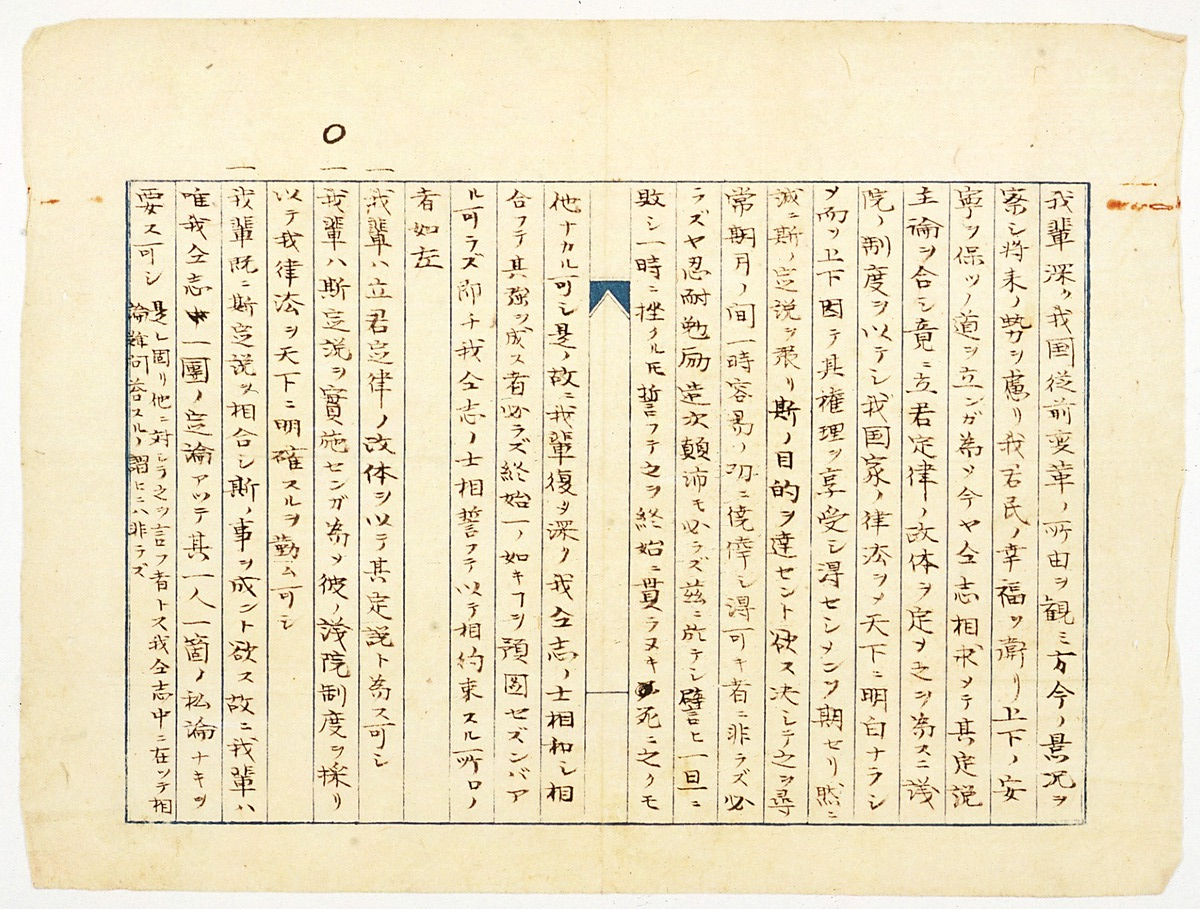
Проект соглашения Осакской конференции

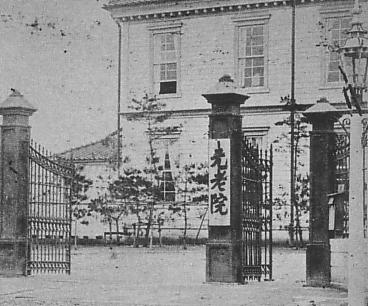
Здание Гэнроин

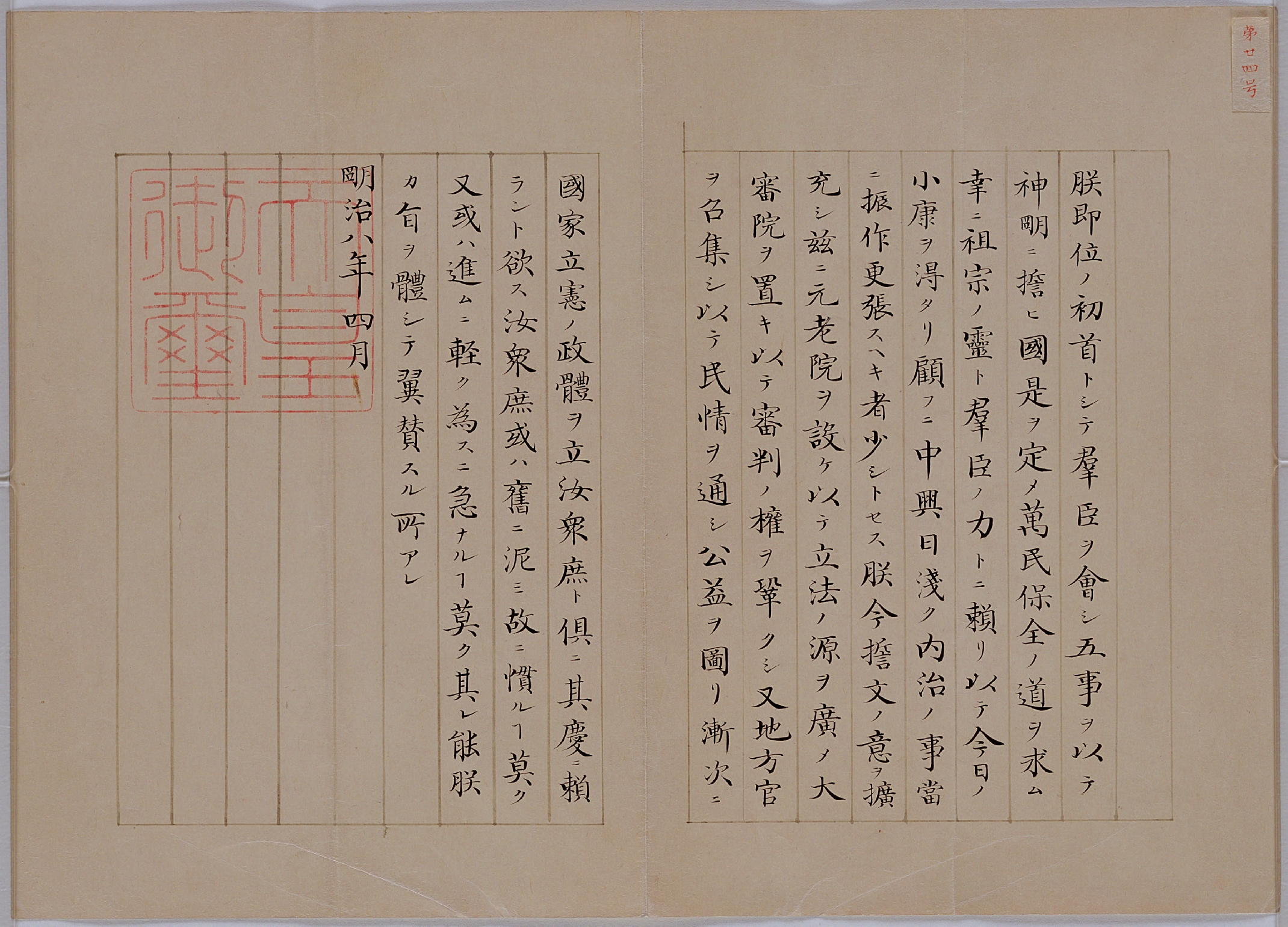
Указ от 14 апреля 1875 года

В январе 1875 года состоялось совещание в Осаке по вопросу о принципах постепенного перехода к конституционной форме правления. В совещании участвовали лидеры правительства и оппозиции — Кидо Такаёси, Окубо Тосимити, Ито Хиробуми, Итагаки Тайсукэ и Иноуэ Каору. Ито предложил компромисс между пожеланиями одной группы, которая настаивала на немедленном введении представительного правления, и другой, которая стремилась сохранить статус-кво до тех пор, пока народ не достигнет соответствующего уровня образования, чтобы иметь возможность принимать участие в государственных делах. В итоге на совещании была достигнута договорённость о проведении политической реформы, которая была провозглашена императорским Указом о преобразовании внутреннего управления от 14 апреля 1875 года.
В соответствии с Указом от 14 апреля 1875 года наряду с Государственным советом (Дайдзёкан) были учреждены сенат (Гэнроин) и верховная судебная палата (Дайсинъин). На Гэнроин была возложена задача «обсуждать и принимать решения по поводу новых законодательных мероприятий или в связи с пересмотром существующих законов». В соответствии с правилами от 28 декабря 1875 года Гэнроин представлял собой консультативный орган, занимающийся вопросами законодательства. Члены Гэнроин собирались на совещания по желанию императора и назначались императором из четырёх групп — знати, действующих или бывших чиновников, лиц, имеющих заслуги перед государством, а также лиц, обладающих юридическими и политическими знаниями и опытом. По велению императора в Гэнроин направлялись все проекты из Дайдзёкан. Гэнроин имел право представлять императору рекомендации по вопросам обновления законодательства или поправок к существующим законам, требовать присутствия на своих заседаниях главного министра или члена Дайдзёкан, а также принимать петиции по вопросам законодательства.
Гэнроин мог рассматривать только те вопросы, которые ставил перед ним Дайдзёкан, причём последний имел право указать, предлагаются ли законопроекты «на решение» или просто «на рассмотрение». По сути, сенат не обладал полноценной законодательной властью и мог влиять на правительство лишь косвенно, в силу статуса и влияния своих членов.
Дайсинъин, представлявший собой верховный суд, по замыслу своих создателей должен был контролировать исполнение законов, но фактически служил лишь инстанцией для окончательного разрешения судебных споров. При учреждении этого органа за образец был взят французский Кассационный суд с той разницей, что последний мог отклонять решения нижестоящих судов, но не имел полномочий принимать решения по существу дела, в то время как Дайсинъин обладал таким правом. Так же, как и Гэнроин, японский верховный суд был поставлен под контроль Дайдзёкан посредством законоположений, подчинявших его деятельность Министерству юстиции. Тем не менее создание Дайсинъин стало большим шагом на пути модернизации японской судебной системы.
В том же 1875 году было учреждено так называемое Собрание провинциальных властей (тихокан кайги), состоявшее из губернаторов японских провинций. Создание этого органа было частью компромисса, выработанного на совещании в Осаке. Предполагалось, что Собрание станет одним из средств выражения местных взглядов, однако на практике оно находилось под полным контролем центрального правительства. Тем не менее Собрание приняло участие в разработке законодательства о местном управлении, принятого в 1878 и последующие годы.
Реформы 1875 года были манёвром, предпринятым с целью погасить набиравшее силу либеральное движение. Императорский указ декларировал постепенный переход к конституционному правлению, однако в последующих декларациях правительство высказывалось против «поспешности в действиях». Несмотря на учреждение Гэнроин, верховного суда и собрания губернаторов, высшей государственной властью, по сути, обладало правительство. Это вызывало протест со стороны как самураев, недовольных потерей своих привилегий, так и представителей либерального Движения за свободу и народные права. В начале 1876 года протесты переросли в открытую оппозицию; на страницах «Хёрон симбун», «Сомо дзасси», «Кокай симпо» и других газет стали помещаться критические статьи с кричащими заголовками вроде «Самоубийственный курс деспотического правительства», «Деспотическое правительство должно быть сброшено», «Смерть чиновникам — приспешникам тирании», «Уничтожить деспотизм», «Свобода может быть куплена только кровью» и т. д. В ответ правительство прибегло к репрессиям: только в течение первой половины 1876 года были предъявлены обвинения 17 редакторам и журналистам.
Власти признавали абсолютистский характер существующего строя, однако считали его необходимым. Министр внутренних дел Окубо Тосимити утверждал, что «эту политическую систему с полным основанием следует признать наиболее подходящей для нынешних условий». Тем не менее, заявлял он, не следует «цепляться» за эту систему, нужно начать разработку «определённого государственного закона» — конституции. Однако принятие конституции не должно было создать в Японии разновидность ограниченной монархии или нечто вроде европейских монархий. По мнению Окубо, конституционная форма правлении в Японии должна была носить «самобытный характер, соответствующий своеобразным географическим, национальным, духовным, историческим внутренним условиям нашей страны».

### Указ 1876 года о составлении проекта Конституции. Конституционные проекты Гэнроин

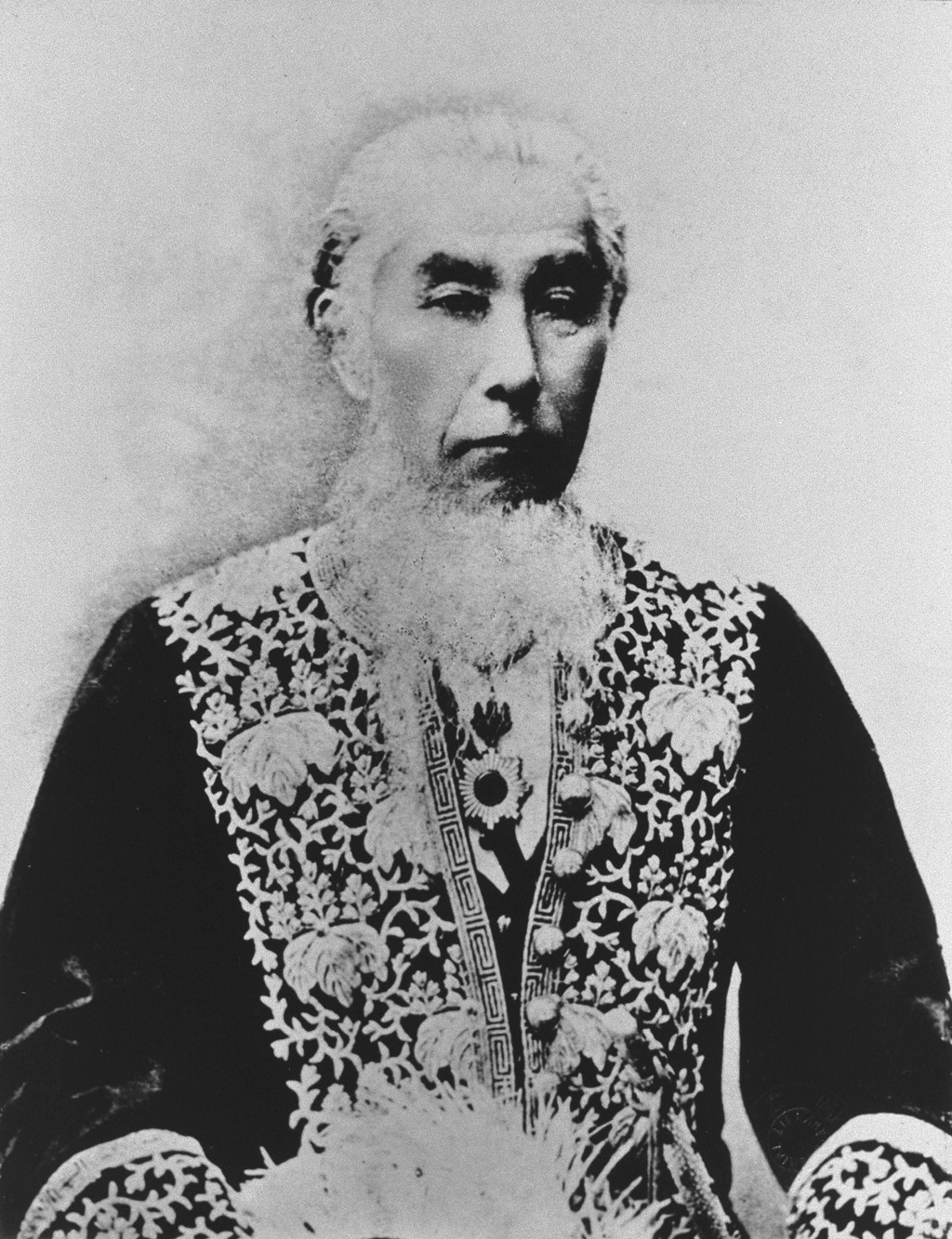
Мотода Эйфу

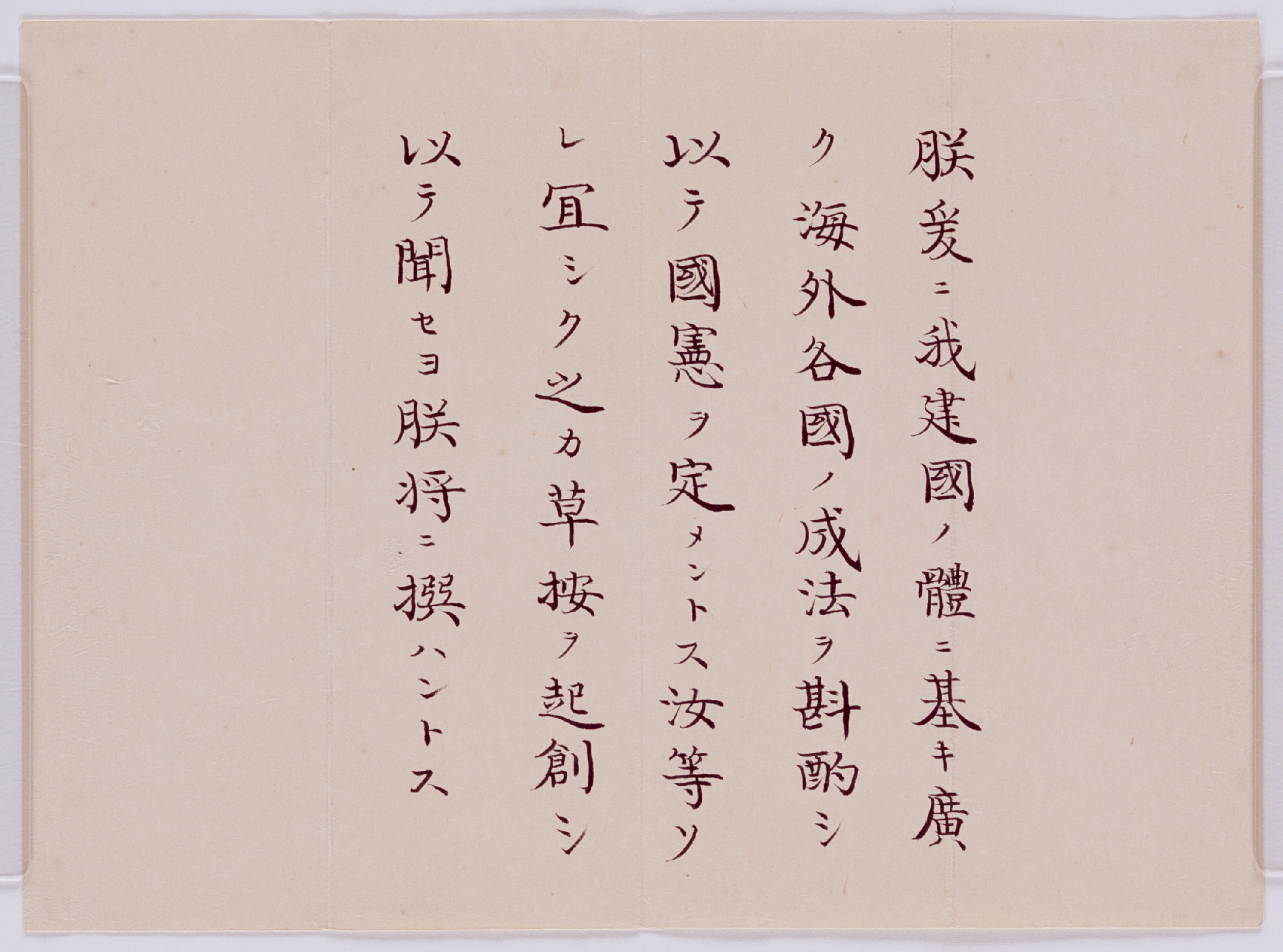
Указ императора от 1 сентября 1876 года

1 сентября 1876 года был издан императорский указ о составлении проекта конституции. Работа над проектом была доверена Гэнроин как органу, в чьей компетенции находились вопросы законодательства. Комиссия из четырёх членов Гэнроин подготовила три проекта конституции, которые были представлены императору в 1876, 1878 и 1880 годах. В своих комментариях к предложенным проектам члены комиссии указывали, что при составлении ряда статей они опирались на тексты конституций Пруссии, Австрии и Дании.
Конституционные проекты Гэнроин поступали на рассмотрение к императору, который обращался к своему наставнику Мотоде Эйфу с просьбой дать заключение на проекты. Так, проект 1878 года вызвал резкую критику Мотоды, особенно в части правил о свободе вероисповедания. Он придерживался мнения, что подданные могут исповедовать любую религию, но только в том случае, если это не нарушает государственного порядка и не противоречит государственной религии. В качестве такой религии Мотода рассматривал конфуцианство и настаивал на том, что император должен контролировать религиозные воззрения и нравственность подданных. В своём проекте конституции, озаглавленном «Основы национальной конституции» (Коккэн тайко), он наделял императора теократической властью, что предопределяло единство религиозного и политического церемониала. Идея разделения властей и ответственности министров была для Мотоды ересью, поскольку это разбивало единую унифицированную моральную жизнь подданных на несколько уровней, где всеобщие этические принципы не могли быть определяющей силой. Конституционное правление и представительство Мотода рассматривал с точки зрения Конституции семнадцати статей — японского законодательного акта VII века, проводившего мысль об усилении позиций императорского дома посредством использования конфуцианской философии.
Проект Гэнроин 1878 года, предусматривавший передачу законодательной власти собранию, избираемому по принципу формирования учреждённых в том же году местных собраний, подвергся критике со стороны правительства как слишком прогрессивный. Ивакура Томоми и Ито Хиробуми желали сделать упор на прерогативах императора. Как считал Ито, выбор фигуры императора в качестве центра политической системы должен был обезоружить возможную критику; в то же время император не должен был являться ядром реальной власти. Ямагата Аритомо настаивал на том, чтобы законодательное собрание состояло из назначенных лиц или лиц, избранных непосредственно собраниями префектур.
Либеральное крыло правительства в лице министра финансов Окумы Сигэнобу требовало не только учреждения выборного собрания, но и партийного правительства и кабинета, ответственного перед парламентом по английскому образцу. Кроме того, Окума требовал быстрых действий: оформления конституции в течение 1881 года, её обнародования в 1882 году и первых выборов в 1883 году. 1 октября 1881 года министр представил императору доклад об учреждении парламента в 1883 году. Таким образом Окума пытался на волне общественной поддержки оказаться на вершине власти, но результаты были обратными: его предложения были отвергнуты, а сам он был отправлен в отставку за критику правительства.

### Петиционное движение и частные конституционные проекты. Указ 1881 года об учреждении парламента

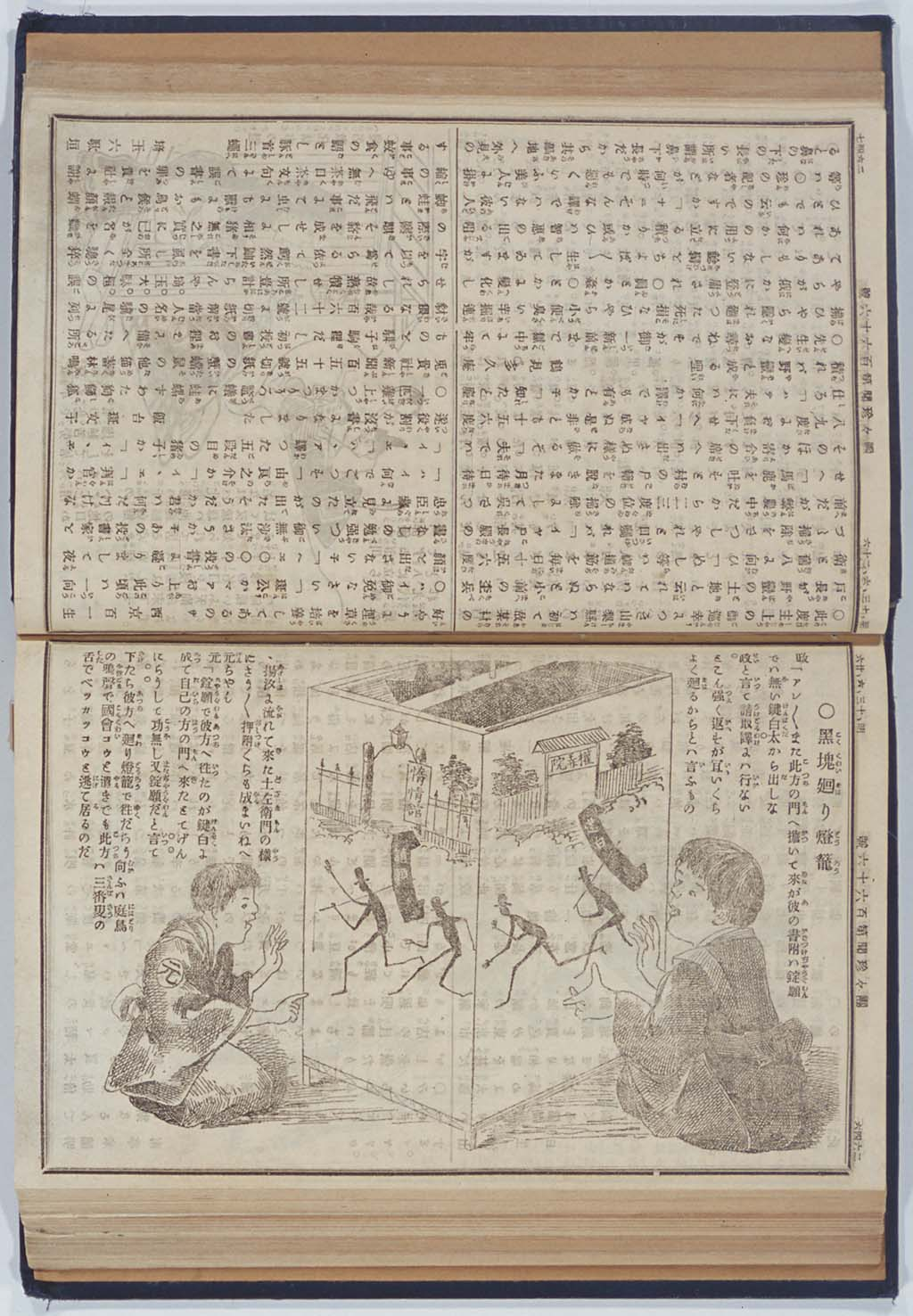
Петиция с требованием учреждения парламента. Карикатура из японской газеты (1881)

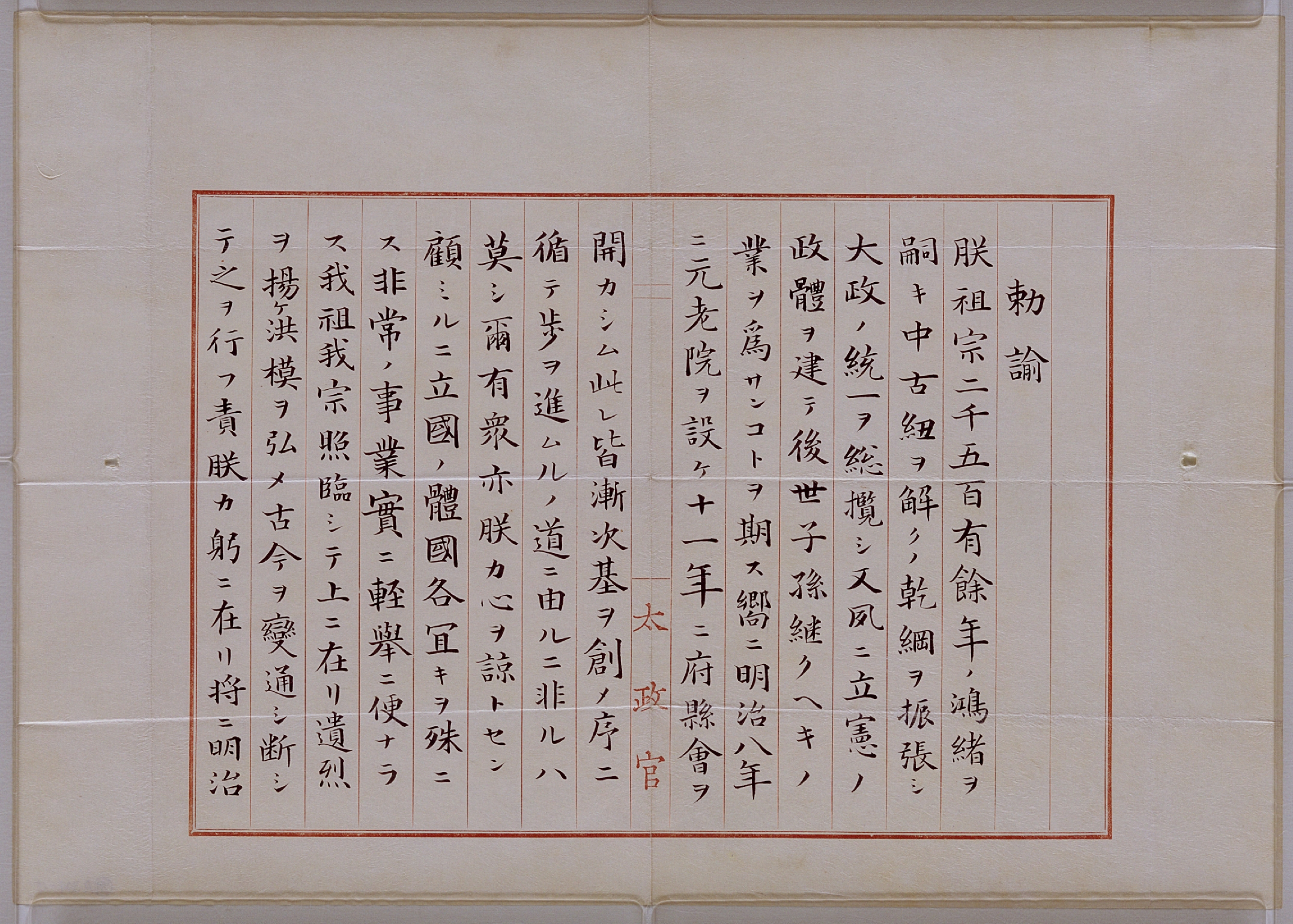
Указ императора от 12 октября 1881 года

К 1879 году число японских политических организаций, выдвигавших требование скорейшего учреждения представительного правления, превысило три десятка. В марте 1879 года в Осаке состоялся съезд представителей этих организаций, на котором от имени собравшихся было принято решение представить императору новые петиции. В результате слияния ряда организаций была образована Лига учреждения парламента, в уставе которой, в частности, говорилось: «не распускать Лигу до тех пор, пока парламент не будет создан, сколько бы лет ни прошло». Борьба за учреждение парламента проходила в форме петиционной кампании: к 1880 году правительство получило уже более 48 петиций с соответствующими требованиями. Правительство со своей стороны приняло меры, чтобы ограничить поток петиций: в конце 1880 года вышел закон, согласно которому запрещалось подавать петиции непосредственно в центральное правительство — отныне это допускалось лишь через местные органы; власти разгоняли митинги, арестовывали их участников, закрывали газеты и журналы.
Тем не менее петиционное движение продолжало набирать обороты. В адрес правительства начали направляться уже частные конституционные проекты. Так, например, по проекту Фукути Гэнъитиро Япония представляла собой конституционную монархию с широкими полномочиями «божественного императора», декларировалось равенство всех граждан перед законом, избирательное право ограничивалось введением имущественного ценза, а гражданские свободы осуществлялись «в пределах, предусмотренных законом». Согласно проекту политического клуба «Кодзюнся», возглавляемого Баба Тацуи и Яно Фумио, император должен был управлять страной через кабинет министров и двухпалатный парламент, ответственный только перед правительством и политическими партиями; гражданские права имели различного рода ограничения, предусматривался высокий имущественный ценз. Наиболее демократичным был проект Общества свободомыслящих, составленный Уэки Эмори и Сакамото Намио: статьи о гражданских свободах были в значительной степени основаны на французской Конституции 1791 года, законодательная власть принадлежала парламенту при сохранении за императором лишь права вето, суверенитет народа признавался без каких-либо ограничений.
Правительство отдавало себе отчёт, что движение за принятие конституции и созыв парламента приобретает угрожающие для политической стабильности масштабы. Во главе оппозиции встали влиятельные силы в лице Итагаки Тайсукэ и Окумы Сигэнобу. Окружение императора приняло решение перехватить инициативу у либералов: 12 октября 1881 года был опубликован императорский указ, в котором было объявлено о созыве парламента в девятилетний срок — в 1890 году, а также подчёркивалось, что «в надлежащее время» будут приняты высочайшие решения об ограничении прерогатив императора и устройстве парламента. В указе особо оговаривалось, что те, «кто думает защищать внезапные и насильственные перемены, нарушающие мир Нашей державы, навлекут на себя Наше неудовольствие».
В сложившейся ситуации учреждение парламента и принятие конституции рассматривались лидерами реставрации Мэйдзи как одно из решений политических проблем, возникших в эпоху реформ. Конституционная форма правления должна была снять напряжённость в обществе, в том числе за счёт допуска к решению государственных дел представителей оппозиции. Кроме того, введение конституции было бы значимым доказательством уровня политического развития страны и претензией на равенство среди западных держав, что, в свою очередь, могло стать фундаментом для пересмотра неравноправных договоров, заключённых между Японией и западными странами.

## Создание Конституции Японской империи

### Поездка Ито Хиробуми в Европу с целью изучения западных конституций

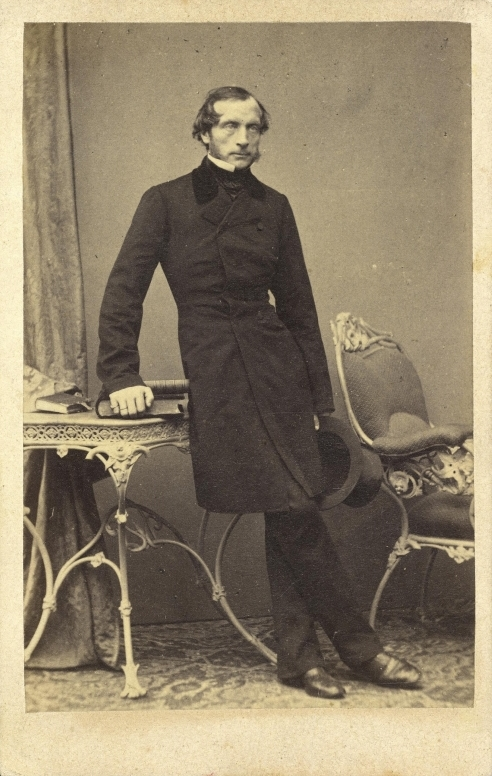
Лоренц фон Штейн

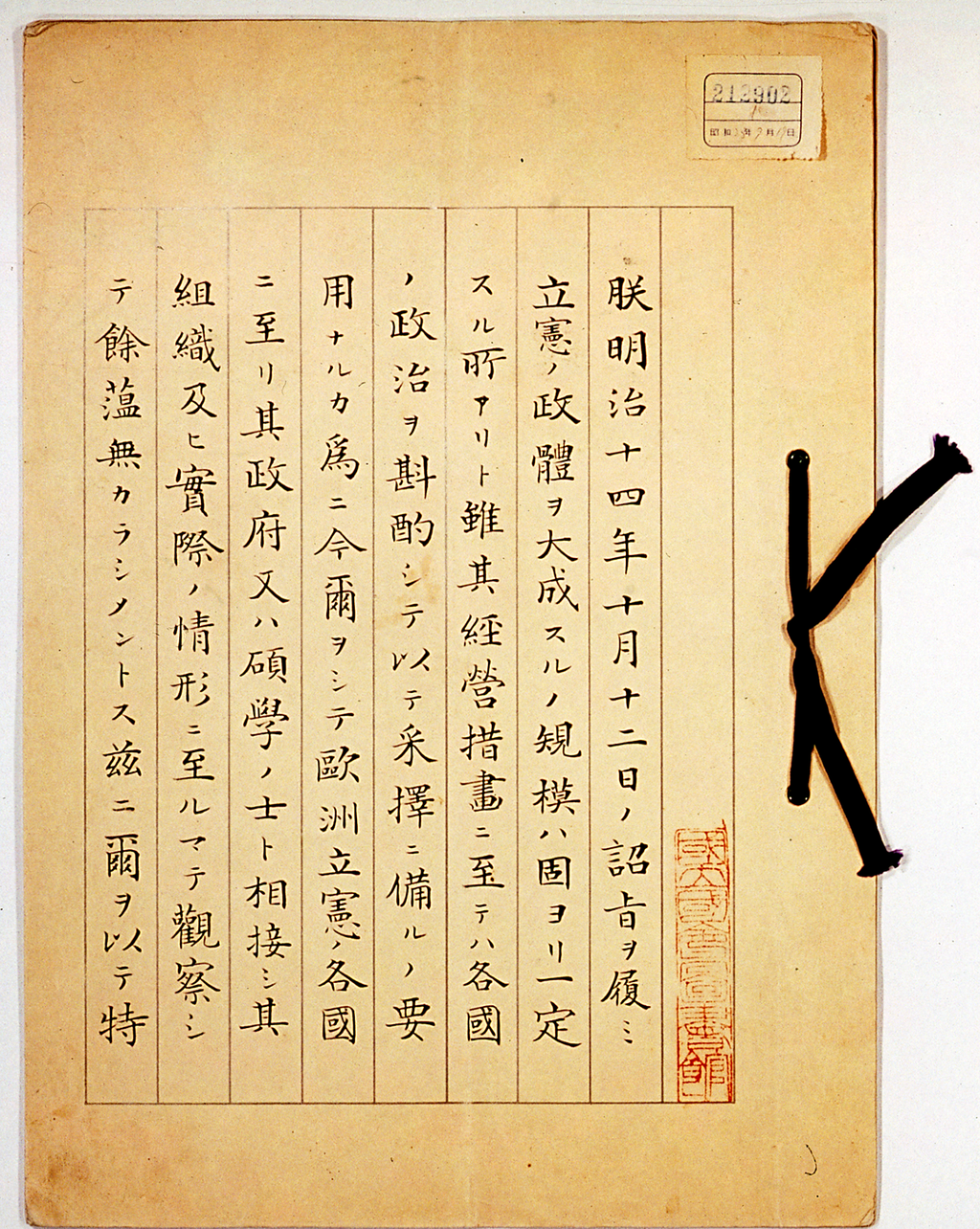
Указ императора об отправке в Европу миссии во главе с Ито для изучения конституционных форм правления (1882)

В начале 1882 года император издал указ о командировании советника Ито Хиробуми в Европу для изучения конституционных форм правления в различных европейских державах. Указ включал перечень из 31 вопроса, который следовало изучить; в число таких вопросов помимо собственно конституции каждой страны входили положение королевской семьи, устройство органов законодательной и исполнительной власти, судов и органов местного самоуправления. Члены Гэнроин, которому ещё в 1876 году была поручена подготовка проекта конституции, не могли не отреагировать на то, что к этому делу было решено привлечь представителя правительства: председатель Гэнроин Тэрасима Мунэнори настаивал на том, чтобы его направили посланником в США с тем, чтобы он мог дублировать действия Ито в Европе. Тэрасима был направлен в США в июле 1882 года, но попытки сенаторов предвосхитить действия Ито не имели успеха.
Миссия во главе с Ито отплыла из Иокогамы в Европу 14 марта 1882 года. Во время своей европейской командировки, продлившейся 14 месяцев, Ито посетил 18 стран, в том числе Францию, Германию, Австрию, Великобританию, Бельгию. Летом 1882 года Ито беседовал с Лоренцом фон Штейном, в мае — июне 1882 года и в ноябре 1882 года — феврале 1883 года провёл личные консультации с Рудольфом Гнейстом, прослушал курс лекций его ученика Альберта Мосса. Кроме того, Ито встретился с канцлером Германии Отто фон Бисмарком. По результатам этих бесед и сравнения конституций различных государств Ито сделал выводы в пользу германских конституционных актов — Конституционной хартии Пруссии 1850 года, Конституции Севергерманского союза 1867 года и Конституции Германской империи. В своём письме, адресованном Ивакуре Томоми, Ито писал:

Под руководством двух известных учёных — Гнейста и Штейна — я смог получить общее представление о структуре государства. Далее я собираюсь обсуждать вопрос о том, каким образом лучше идти к великой цели укрепления основ императорской власти. Последнее время в нашей стране появилась порочная тенденция доверяться работам слишком либеральных радикалов из Англии, Америки и Франции и считать их лучшими образцами. Фактически же это приводит к гибели государства. Надеюсь, что, отыскав принципы и средства, с помощью которых можно будет противостоять этим тенденциям, я хорошо послужу этой стране.

Основой взглядов Штейна, Гнейста, Мосса и других немецких юристов был тезис о главенствующей роли государства в организации жизни общества. По их мнению, именно государство должно было защищать права и свободы членов подконтрольного ему общества, а также осуществлять его реформирование сверху, ограничивая и запрещая любую деструктивную активность снизу; при этом главенствующая роль в государстве должна была принадлежать монарху, обладающему всей полнотой исполнительной власти. Уже имея к началу своей поездки определённое представление об особенностях будущей политической системы Японии, Ито лишь подкрепил свои собственные воззрения на основании теории немецких учёных о номинальных полномочиях парламента и фактической принадлежности всей полноты власти монарху и его советникам. Наличие сильной императорской власти, роль аристократии в решении политических вопросов, механизм формирования компромисса между юнкерами и буржуазией — всё это соответствовало политическим симпатиям Ито и, по его мнению, не противоречило традиционным японским представлениям о божественной императорской династии.

### Составление проекта Конституции

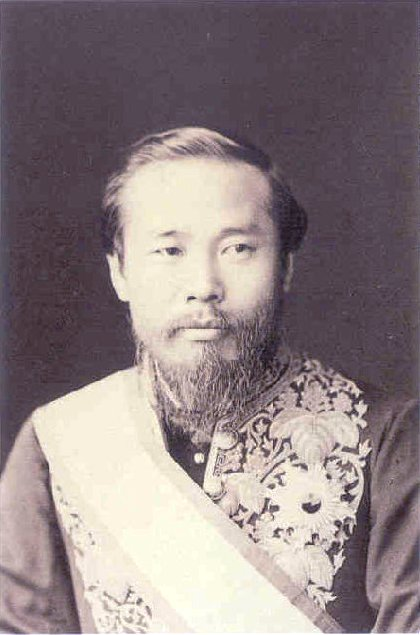
Ито Хиробуми

21 марта 1883 года Ито Хиробуми указом императора был назначен на пост министра императорского двора. В марте 1884 года Ито возглавил созданное при министерстве императорского двора Бюро по изучению конституционных систем (Сэйдо торисирабэ кёку) — комиссию по составлению проекта Конституции Японской империи. Кроме Ито, в состав Бюро по его рекомендации вошли Иноуэ Коваси, Канэко Кэнтаро, Ито Миёдзи и Токудайдзи Санэцунэ; в работе над проектом принял участие также немецкий консультант японского правительства — профессор Герман Рёсслер. Тот факт, что Бюро по изучению конституционных систем было создано при министерстве императорского двора — органе, не имевшем никакого отношения к вопросам законодательства, свидетельствовал о том, что правящие круги Японии желали оградить процедуру разработки Конституции от публичности, сделав её чуть ли не внутренним, частным делом императорской фамилии. Участники комиссии по разработке Конституции не входили в состав правительственных учреждений или Гэнроин и были подведомственны непосредственно императору. В то же время подчинение процесса составления Конституции императору проистекало также из большого значения, которое придавалось этому делу.
Члены комиссии собирались на даче Ито, располагавшейся на небольшом острове Мацусима, недалеко от Йокосуки. Ито, в 1885 году занявший пост премьер-министра, не мог уделять много времени технической работе над текстом проекта и лишь в общих чертах указывал свои пожелания, оставляя подробности на усмотрение остальных членов комиссии. Основным автором текста Конституции стал Иноуэ Коваси. Ито Миёдзи составил проект закона о палатах, а Канэко Кэнтаро — проект акта о палате пэров и избирательного закона. Герман Рёсслер по ходу работы над проектом Конституции составил меморандум от 6 июня 1887 года, в котором предлагал всесторонний план создания современного японского государства в качестве монархического «социализированного государства»; основные пункты этого плана сводились к следующему:
1. При современном развитии торговли и промышленности Японии класс буржуазии по всей вероятности выступит как доминирующий класс. Справедливые требования этого класса должны быть учтены государством.
2. Стремление буржуазии получать ещё большую прибыль подорвёт безопасность других классов — как землевладельцев, так и не имеющих собственности. Первоочередной задачей государства является сохранение всеобщего благосостояния и гармоничный баланс в обществе посредством социального законодательства и активной административной политики. В особенности следует позаботиться о поддержании свободного крестьянства, опирающегося на институт наследственной собственности.
3. Для того, чтобы преодолеть классовые столкновения и поддерживать такое политическое положение, которое ставит благосостояние выше всех классовых интересов, необходим институт наследственной монархии.

Работа над проектом Конституции велась коллективно и системно. Проекты, составленные одним участником комиссии, рассматривались затем другими и только после одобрения со стороны Ито Хиробуми постатейно принимались на совместном заседании. О кропотливости и масштабах этой работы говорит то, что до появления окончательного проекта было составлено около десяти его вариантов. Среди них наиболее известны так называемые проекты «А» и «Б», носившие на себе следы влияния иностранных политических идей. Так, к проекту «А» были приложены комментарии Рёсслера, а статьи проекта «Б», написанного Иноуэ, сопровождались соответствующими положениями из конституций европейских государств. Ито, используя подготовленные проекты и комментарии Рёсслера, создал так называемый проект Нацусима (Нацусима соан), объединявший всё лучшее, на его взгляд, из этих документов, но более консервативный по сравнению со своими источниками. Так, в отличие от проекта Иноуэ, народ в Нацусима соан определялся не как сумма полномочных граждан, а как объединение подданных императора; в объединённом проекте также отсутствовало право парламента выступать с законодательной инициативой, обращаться с петициями к трону и с запросами к министрам.
Позднее появился так называемый «Октябрьский проект», в котором полномочия парламента были несколько расширены. В феврале 1888 года в результате переработки этого проекта появился окончательный вариант под названием «Конституция Великой Японской империи».

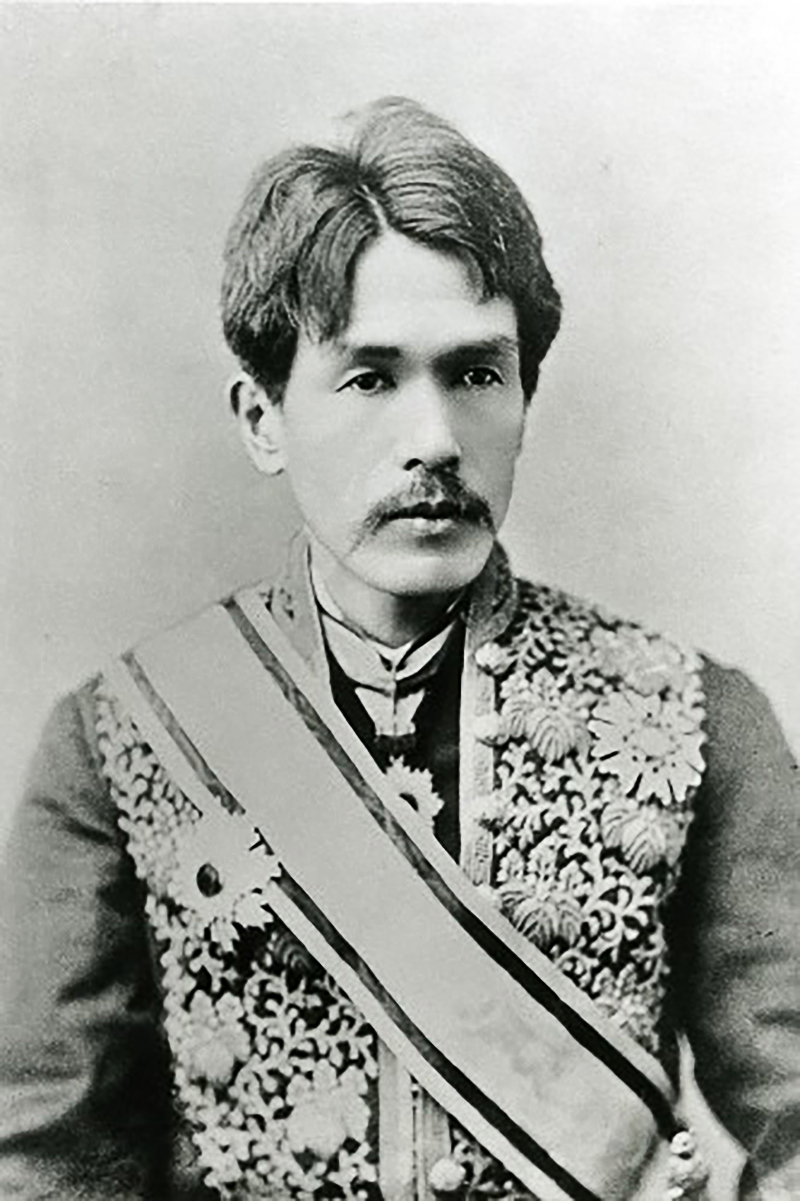
Иноуэ Коваси
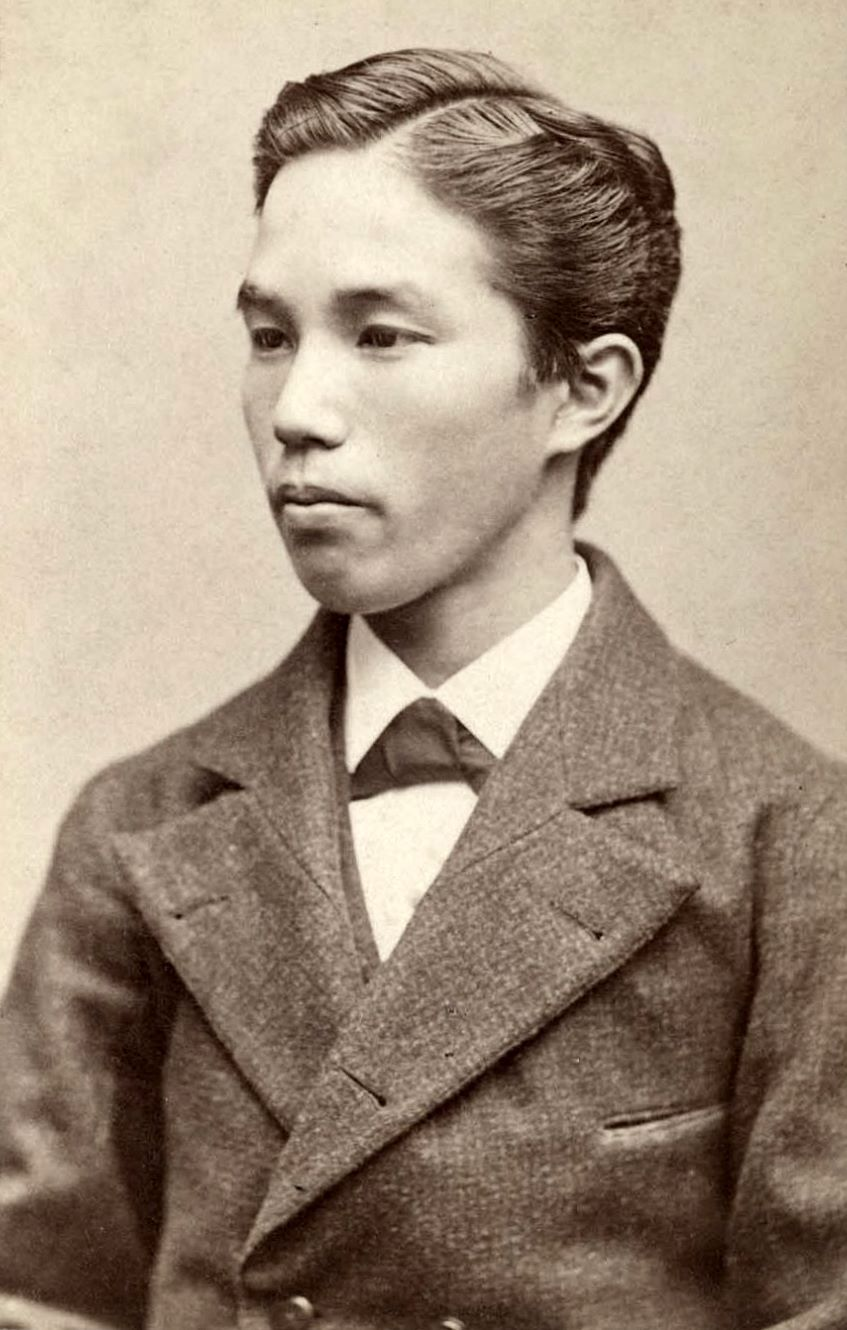
Канэко Кэнтаро
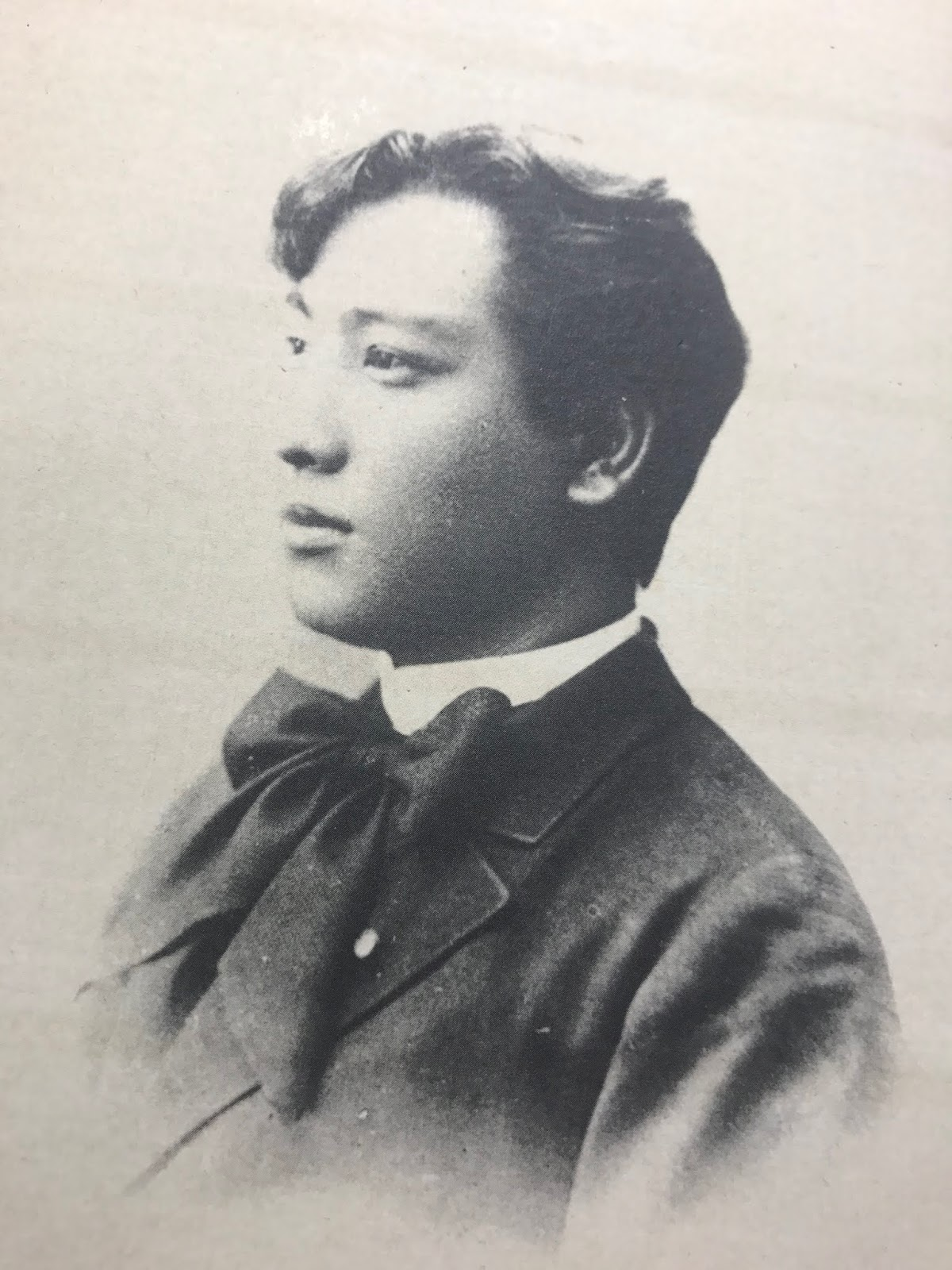
Ито Миёдзи
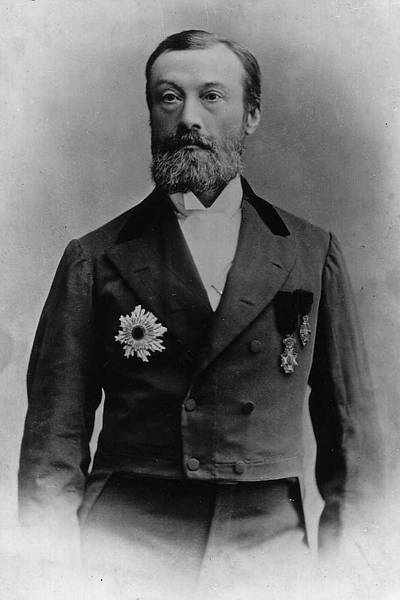
Герман Рёсслер
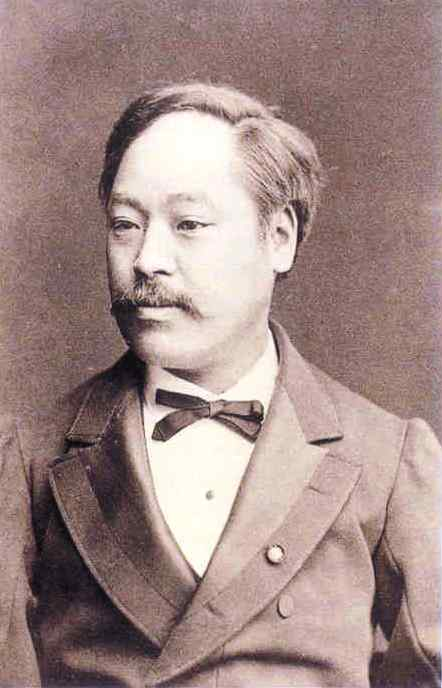
Токудайдзи Санэцунэ

### Учреждение Тайного совета и обсуждение проекта Конституции

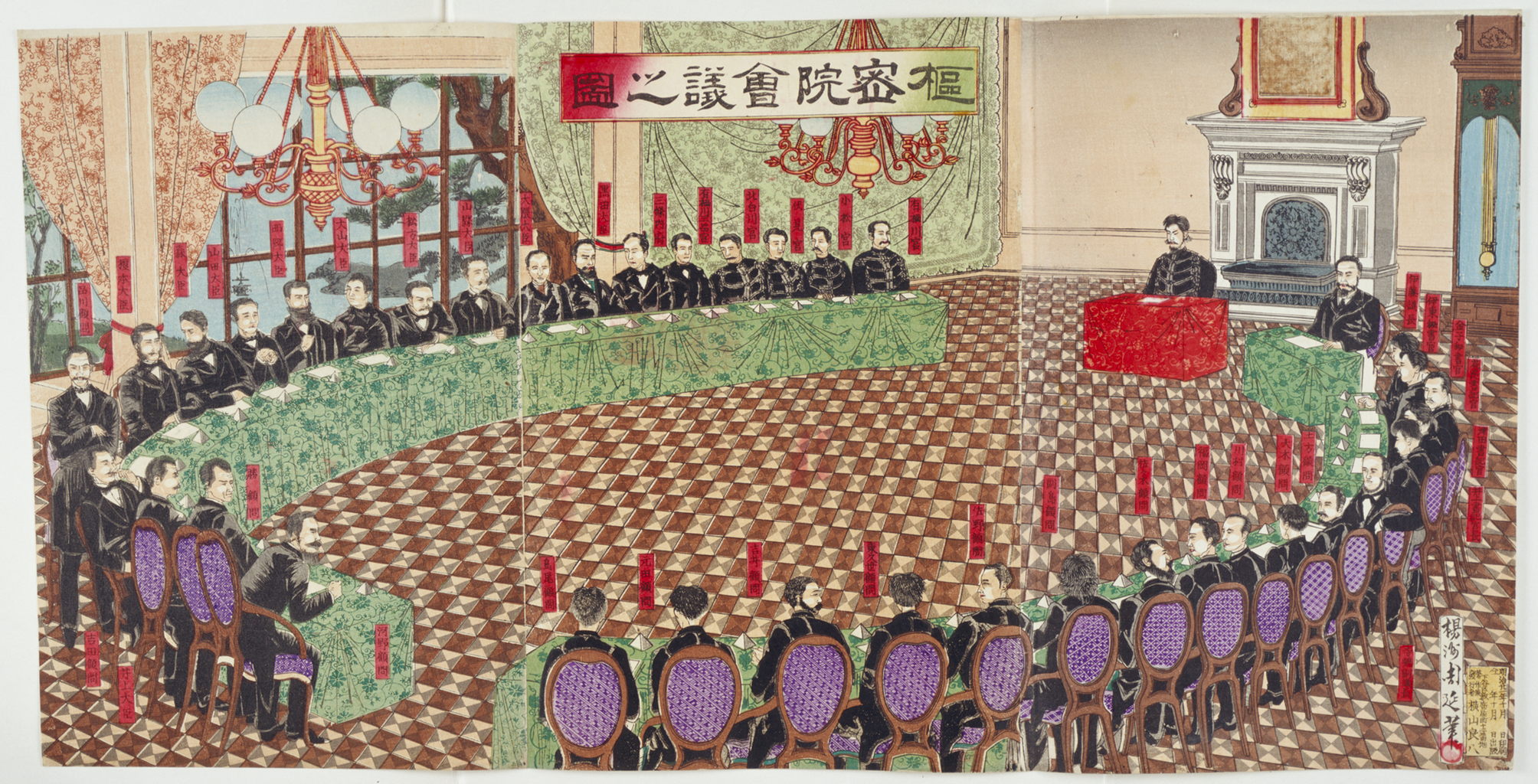
Заседание Тайного совета. Гравюра Тоёхары Тиканобу, датируемая октябрём 1888 года

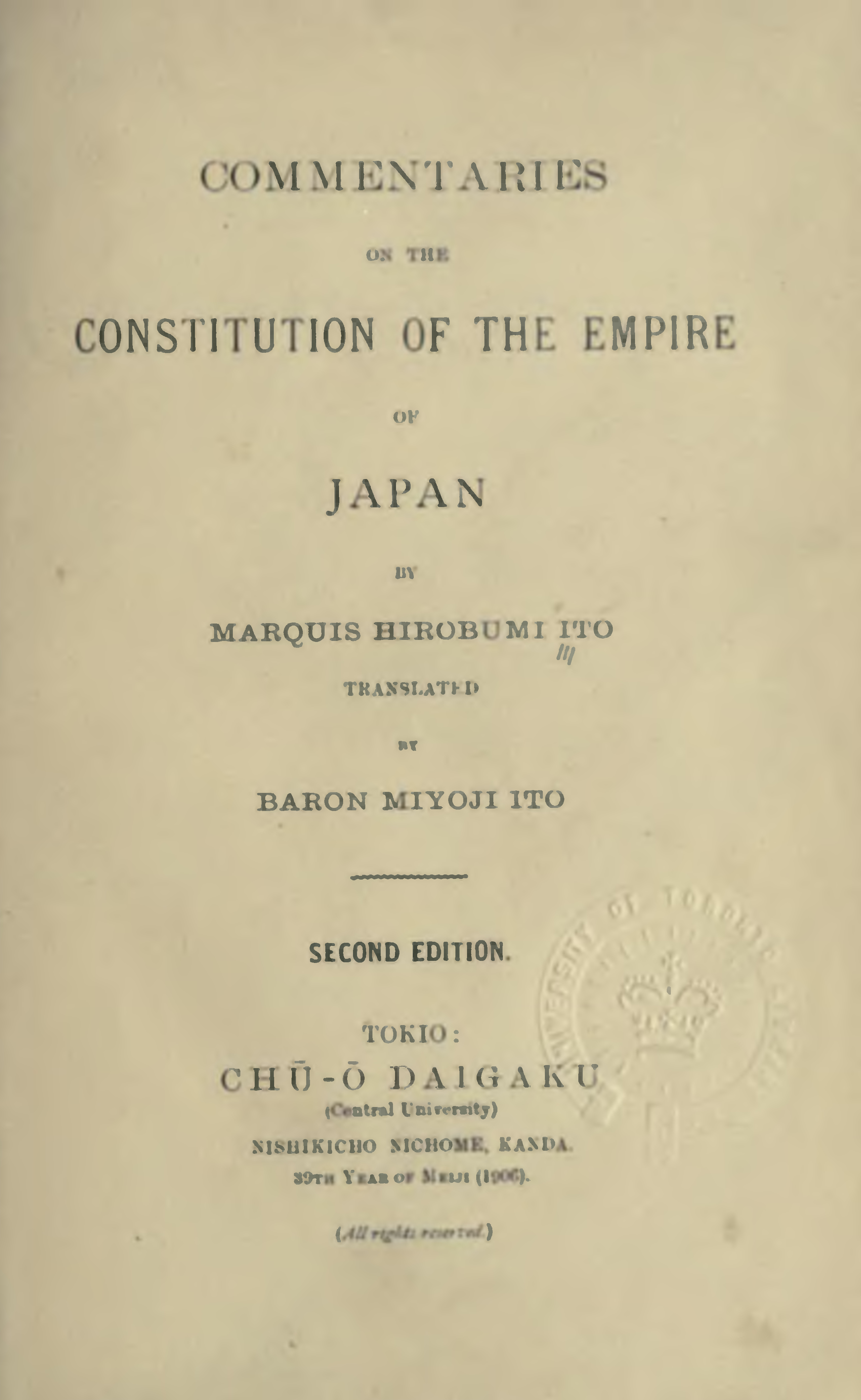
Комментарии к Конституции

С появлением окончательного проекта Конституции встал вопрос о том, кто должен его рассматривать и принимать в качестве закона. Либералы Окума и Итагаки настаивали на созыве учредительного собрания, которое представляло бы всю страну. В комиссии по разработке проекта Конституции высказывалось мнение о необходимости созыва собрания, состоящего из членов, назначенных императором. Наиболее консервативно настроенные чиновники склонялись к одному лишь императорскому одобрению. В итоге Ито принял компромиссное решение об учреждении особого органа, получившего название Тайного совета (Сумицуин).
28 апреля 1888 года был издан императорский указ, который гласил: «Считая целесообразным совещаться с лицами, оказавшими значительные услуги государству, воспользоваться в нашем собственном лице их ценными советами в делах государственных, мы сочли за благо учредить наш Тайный совет». Ито Хиробуми определил задачи Тайного совета как «составление далеко идущих государственных планов и проведение новых законов — после тщательного их обсуждения и спокойного размышления — путём организации тщательных исследований по вопросам древней и новейшей истории и изучения современных исторических принципов». Подав в отставку с поста премьер-министра, Ито занял пост председателя Тайного совета и назначил Иноуэ, Канэко и Ито Миёдзи секретарями совета. В новый орган вошли 12 советников, большинство которых принадлежало к бывшей феодальной бюрократии княжеств Сацума, Тёсю, Тоса и Сага. Места в Тайном совете были предложены в том числе представителям оппозиции — Итагаки и Окуме; Окума принял назначение, а Итагаки отказался от него.
Тайный совет был занят обсуждением проекта Конституции с мая 1888 года по январь 1889 года. Обсуждение проекта, как и его разработка, проходило в обстановке строжайшей тайны, так что ни одна статья Конституции не была известна общественности вплоть до обнародования Конституции. Ни членам Тайного совета, ни секретарям не разрешалось выносить документы за пределы палаты заседаний, расположенной в императорском дворце. Если кто-либо из членов совета желал специально заняться той или иной статьёй или разделом Конституции, то он был вынужден оставаться во дворце, где за его работой следил секретарь. Такой порядок был введён по предложению Канэко Кэнтаро, который установил, что обсуждение американской конституции также проходило в тайне.
Император Мэйдзи весьма интересовался обсуждением и принимал участие во всех заседаниях Тайного совета, пока продолжалось обсуждение проекта. Император часто вызывал к себе Ито и лично поднимал вопрос о желательности той или иной статьи Конституции. Готовый согласиться со мнением большинства членов совета, император иногда поддерживал меньшинство, если был уверен, что взгляды последнего в большей степени соответствуют условиям Японии. Иногда аргументы императора заставляли Ито испрашивать разрешения на пересмотр уже принятых решений.
Вместе с проектом Конституции императору и Тайному совету были представлены «Комментарии к Конституции», составленные Ито Миёдзи и впоследствии опубликованные отдельным изданием. Эти комментарии были результатом обсуждений, в которых принимали участие Ито и члены комиссии по разработке Конституции. Ито решил, что комментарии, написанные до известной степени стилем «Федералиста», не должны быть опубликованы в качестве официального документа, поэтому он поставил на комментариях своё имя, взяв на себя личную ответственность за их содержание.
В сентябре 1888 года в связи с приближающимся окончанием работы над проектом были приняты меры по подготовке к принятию Конституции. В частности, была издана инструкция, адресованная губернаторам префектур, где говорилось, что никто из подданных императора не вправе пытаться вмешиваться в конституционные вопросы. В декабре того же года правительство издало Закон об охране общественного порядка (Хоран дзёрэй).

## Обнародование Конституции Японской империи

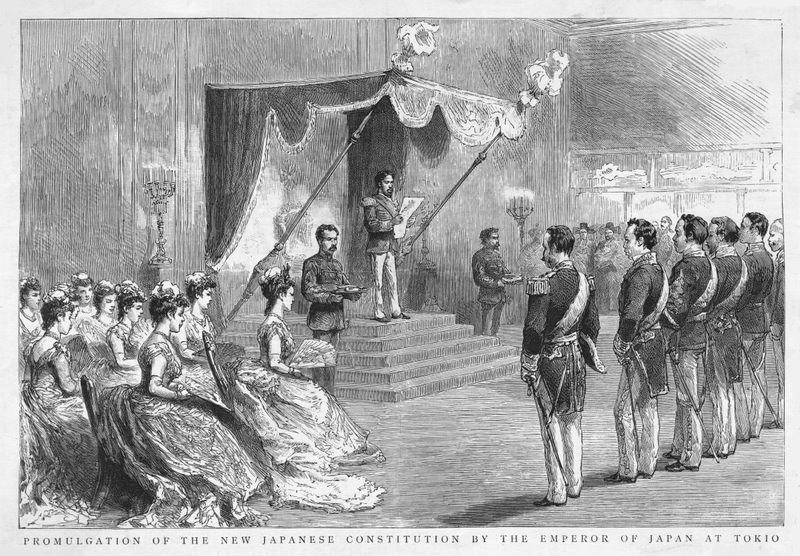
Провозглашение Конституции Японской империи. Иллюстрация из журнала The Graphic

Конституция Японской империи была обнародована 11 февраля 1889 года. Выбор именно этой даты был не случаен: 11 февраля являлось государственным праздником — Днём основания империи (кигэнсэцу). Конституция была зачитана на торжественном собрании в императорском дворце в присутствии императора, членов правительства, высших сановников и иностранных представителей. Вместе с Конституцией был обнародован ряд важных законов, дополняющих её положения, в том числе Закон об Императорском доме, Закон о палатах, Указ о палате пэров, Закон о выборах в палату депутатов и Закон о финансовом контроле.
Император выступил с речью по случаю обнародования Конституции и принёс клятву, известную как «Клятва императора в святилище императорского дворца». В этих документах были сформулированы важные положения: 1) дарование Конституции не ограничивает старинных прав и прерогатив династии («Мы будем поддерживать и охранять от упадка старинную форму правления»); 2) императорская династия будет соблюдать своё добровольное обязательство о даровании Конституции; 3) основным законом страны будут являться Конституция и Закон об императорском доме.
Кроме того, император издал рескрипт об обнародовании Конституции, считающийся также её преамбулой. Основные положения этого документа сводились к следующему: 1) Конституция вступает в силу с момента открытия имперского парламента; 2) инициатива изменения Конституции принадлежит исключительно императору; 3) министры должны считаться ответственными за соблюдение Конституции. Таким образом, Конституция вступила в силу 29 ноября 1890 года — в день первого заседания парламента. На рескрипте кроме подписи императора стоят также заверяющие подписи премьер-министра Куроды Киётаки, председателя Тайного совета Ито Хиробуми и восьми ключевых министров — Окумы Сигэнобу, Сайго Цугумити, Иноуэ Каору, Ямады Акиёси, Мацукаты Масаёси, Оямы Ивао, Мори Аринори, Эномото Такэаки.
Хотя Конституция была более чем умеренным документом по сравнению с либеральными конституционными проектами, участники Движения за свободу и народные права не стали её критиковать: у них отсутствовали возможности добиться пересмотра принятого основного закона, и к тому же Конституция была в целом шагом вперёд по сравнению с Клятвой пяти пунктов 1868 года. Единственным, кто выступил с критикой Конституции как документа, противоречащего принципам демократии, был Накаэ Тёмин, который в своей статье «Важные обязанности членов парламента» призвал депутатов представительного органа пересмотреть Конституцию на первой же сессии, предварительно получив согласие императора. Однако этот протест так и остался единственным: остальные представители либералов не пошли на конфликт с правящими кругами.
|             |                  |                  |                  |                      |
| Адати Гинко | Утагава Кунитоси | Тоёхара Тиканобу | Тоёхара Тиканобу | Утагава Кунисада III |

## Общая характеристика Конституции Японской империи

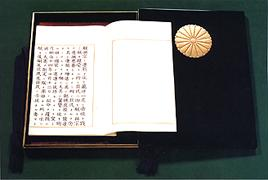
Подлинник Конституции

Политическая система Японии после 1889 года

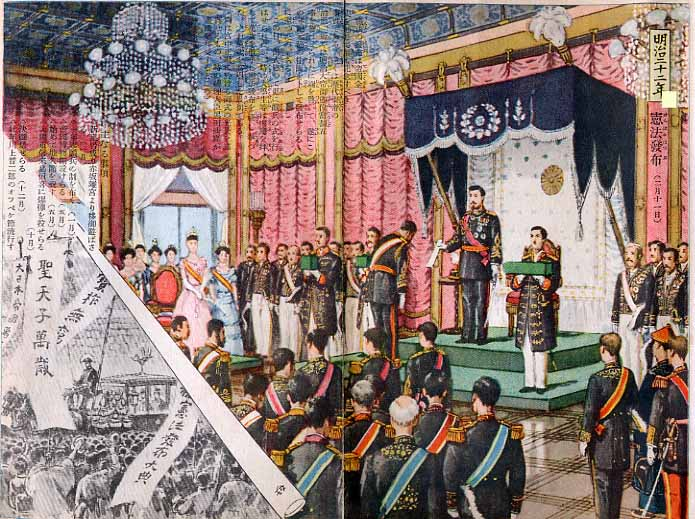
Обнародование Конституции Мэйдзи. Рисунок 1931 года

Конституция Японской империи представляет собой сравнительно небольшой по объёму документ, состоящий из 76 статей, распределённых по семи главам — «Об императоре» (глава I), «О правах и обязанностях подданных» (глава II), «Об имперском парламенте» (глава III), «О государственных министрах и Тайном совете» (глава IV), «О судебной власти» (глава V), «О финансах» (глава VI), «Дополнительные постановления» (глава VII). Краткость Конституции не позволяла охватить всех вопросов конституционного права, в связи с чем она выполняла роль источника права лишь отчасти, в определённой мере являясь политической декларацией. Более подробная регламентация прав и функций императора, парламента, правительства и Тайного совета, порядка выборов и других вопросов определялась другими актами, в том числе Законом об императорском доме, Законом о палатах, Указом о палате пэров и другими. Кроме того, важное регулятивное значение имели политические обычаи, в частности, различные виды консультативной деятельности особого института — гэнро, который впоследствии сменила группа бывших премьер-министров (дзюсины), практика коллективной ответственности членов правительства и сотрудничество кабинета министров с политическими партиями в парламенте.

Текст Конституции в значительной степени заимствован из европейских, прежде всего прусских, образцов. Японский учёный Накано Томио, предпринявший в 1920-х годах тщательный сравнительный анализ статей японской и европейских конституций, пришёл к выводу, что лишь три статьи Конституции Японской империи могут считаться вполне оригинальными — статья 1 о непрерывной династии, статья 31 о полномочиях императора в случае военного положения и статья 71 о применении бюджета предшествующего года. В остальном он установил, что 46 статей японской Конституции соответствуют Конституционной хартии Пруссии и 18 статей — другим конституциям, в том числе Бадена, Вюртемберга и других южнонемецких государств. Прусское влияние прослеживается главным образом в статьях о законодательстве, правах и обязанностях подданных, судебной и административной организации. Что касается распределения власти между исполнительными и законодательными органами, то здесь обнаруживается влияние средне- и южногерманской конституционных систем; указанное влияние особенно значительно в праве издавать декреты для бюджетной системы, праве заключения договоров, нормах о регентстве и изменении Конституции. Победа сторонников немецких политико-консервативных учений была обусловлена не только поддержкой со стороны императора и его ближайшего окружения, но и тем фактом, что историческое развитие Японии после событий реставрации Мэйдзи в общих чертах было сходно с развитием Германской империи накануне и после объединения Германии.
Буква Конституции, выдержанная по европейским конституционным образцам, в известной мере противоречила её духу, который исходил из традиционной японской политической культуры с представлениями о божественности императорской власти. Японская Конституция основана на принципе, по которому суверенитет принадлежит императору. В отличие от западных монархических государств с принципом народного суверенитета, где конституция выступала по отношению к монарху как официальное предоставление власти, в Японской империи Конституция исходила не от народа, а от императора, который был наделён неограниченной верховной властью задолго до принятия Конституции. Объявив императора сувереном, Конституция не создала, а лишь подтвердила в официальной письменной форме те законы и нормы, которые были известны японцам ещё со времён патриархального кланового государства. По выражению Накано Томио, введение конституционного образа правления было не революцией, а эволюцией.
Как в японском обществе, так и за рубежом принятие Конституции 1889 года воспринималось как крупное достижение японского государства. Япония стала второй страной в Азии (вслед за Османской империей), которая ввела у себя конституционную форму правления и учредила парламентскую систему. Отныне, несмотря на различные ограничения, японцы могли принять участие в делах управления государством. Несмотря на расширенный характер императорских прерогатив, сравнительно небольшие полномочия парламента, приоритет внеконституционных органов власти (гэнро, министерство императорского двора) и условность прав и свобод подданных, Конституция имела большой потенциал внутреннего развития: предусмотренные ею институты имели все предпосылки для того, чтобы стать механизмом дальнейшей демократизации страны.
Конституция 1889 года не повлекла серьёзных изменений изданного до неё законодательства. В соответствии со статьёй 76 Конституции все действующие законные постановления (законы, указы, регламенты) оставались в силе постольку, поскольку они не противоречили Конституции. Таким образом, новый конституционный режим лишь подтвердил обширное законодательство, принятое в эпоху реставрации Мэйдзи. Значительная часть задачи реставраторов, заключавшейся в реформе существовавшего права, была уже выполнена к 1889 году; Конституция создала лишь парламент. Ито особо подчёркивал, что силу закона сохраняют даже указы и извещения, изданные по вопросам, которые согласно Конституции должны регулироваться законами.
|  |  |  |  |  |

## Основные положения Конституции Японской империи

### Император

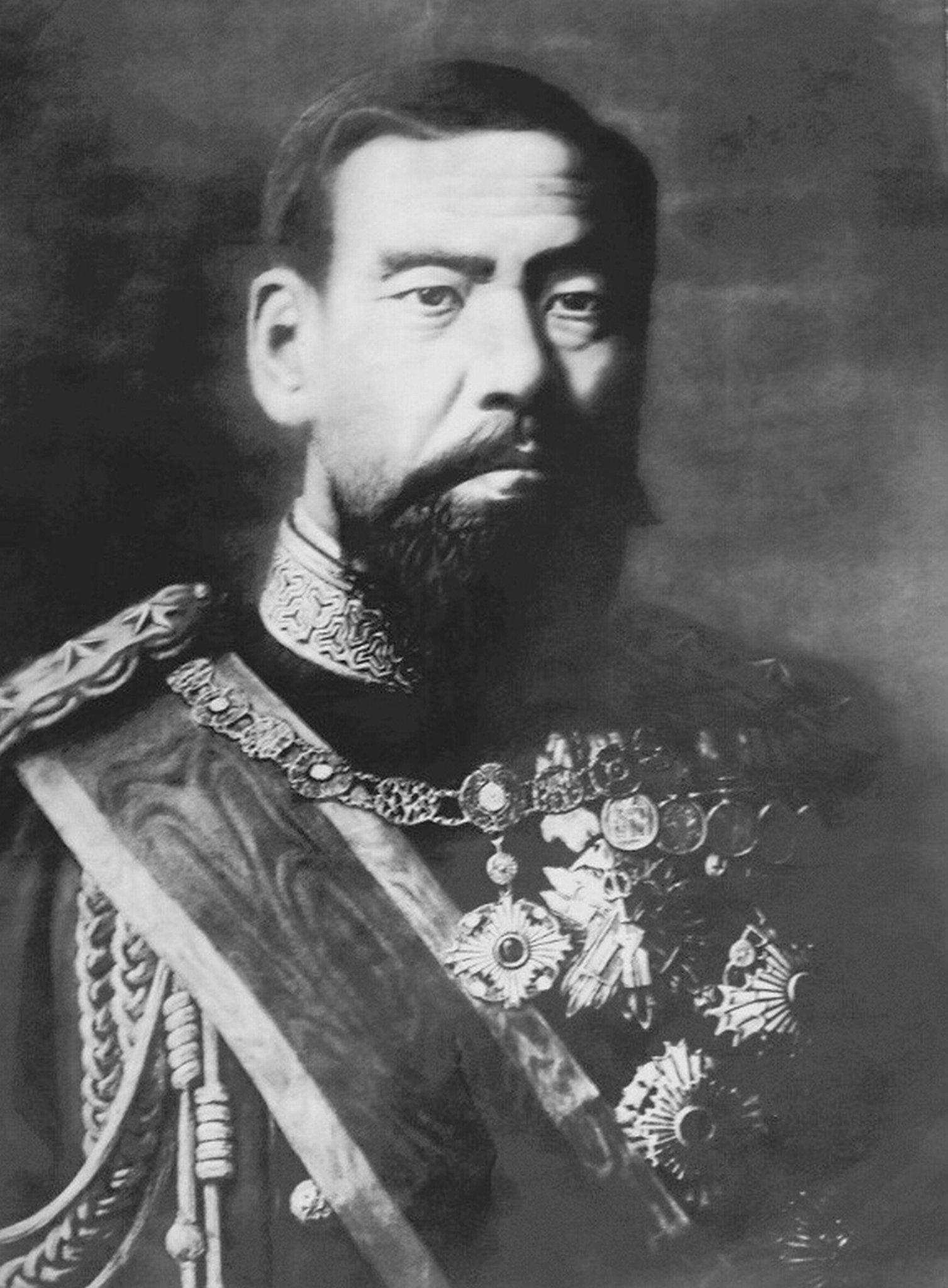
Император Мэйдзи

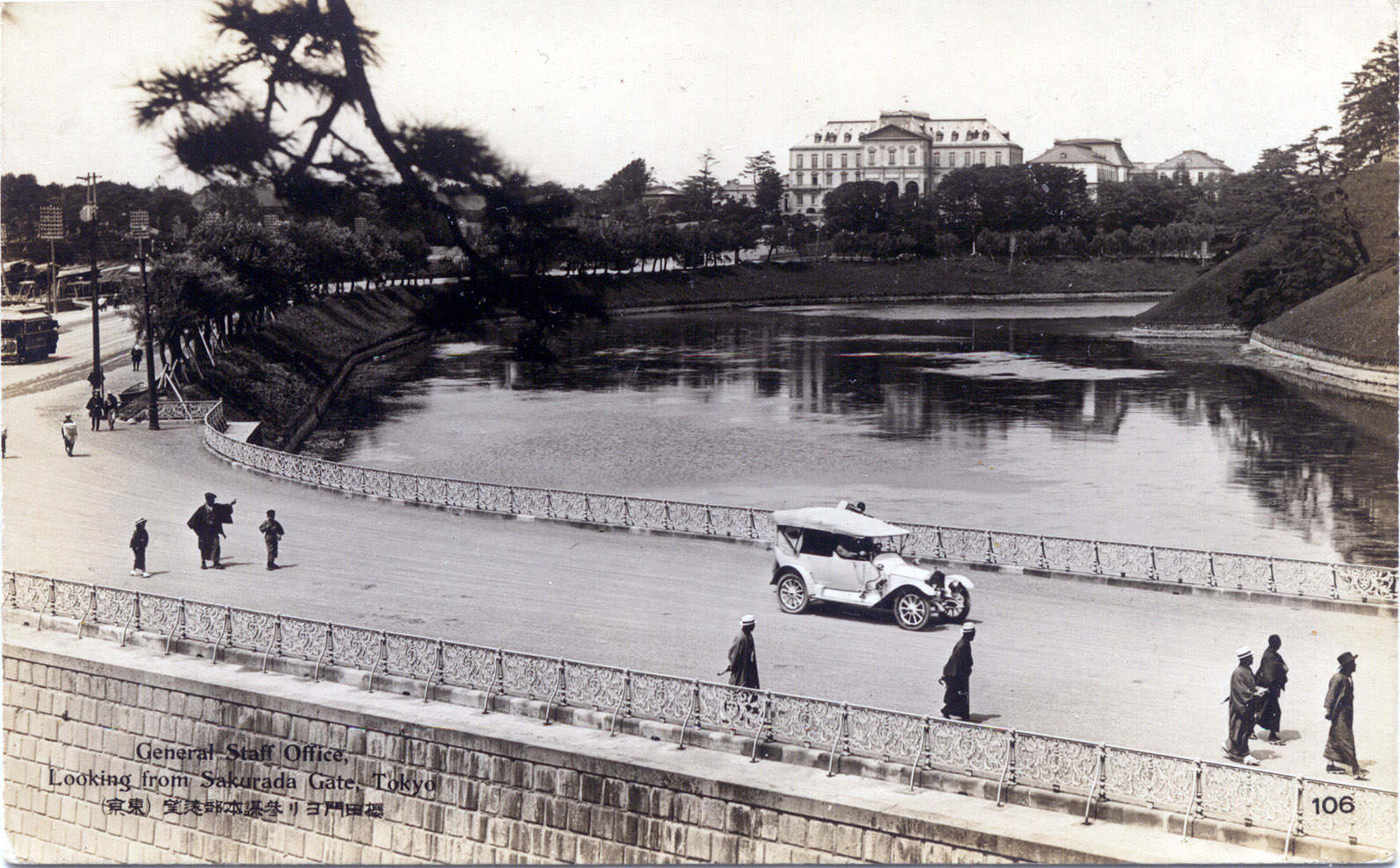
Здание Генерального штаба Императорской армии Японии

Первая глава Конституции 1889 года посвящена императорской власти. Статья 1 Конституции, заключавшая в себе принцип национального единства под управлением царствующей династии — кокутай, гласила: «Японская империя управляется непрерывной на вечные времена императорской династией». Дальнейшие статьи называют властные прерогативы императора, перечисление которых сводится, по сути, к перечню всех существующих видов государственной власти. Императору принадлежала вся полнота государственной власти (статья 4), его особа священна и неприкосновенна (статья 3). Будучи главой исполнительной власти, он осуществлял к тому же и законодательную власть «в согласии» с имперским парламентом (статья 5). Император утверждал законы и предписывал их обнародование и исполнение (статья 6). Ито подчёркивал, что «если императору принадлежало право санкционировать закон, то излишне прибавлять, что он имеет также право и отказать в своей санкции»; в использовании права вето была заложена потенциальная возможность определять характер и целенаправленность всего законотворчества в стране. При чрезвычайных обстоятельствах император мог издавать указы, имеющие силу закона (статья 8). Он созывал парламент и закрывал его сессии, мог распустить парламент и отсрочить его заседания (статья 7). Как глава государства император производил назначения на государственные должности (статья 10), жаловал дворянские титулы, звания, присваивал чины, награждал орденами и иными знаками отличия (статья 15), ему  принадлежало право амнистии, помилования и восстановления в правах (статья 16).
Статья 11 определяла императора верховным командующим армией и флотом. В свою очередь, согласно статье 12 император устанавливал организацию и численный состав армии и флота в мирное время, то есть определял число подданных, подлежащих ежегодному призыву на военную службу. Таким образом, военная власть императора была разделена на власть командующего, то есть власть использовать вооружённые силы для защиты страны от внешней и внутренней угрозы, и власть по военному управлению, то есть обеспечение армии и флота вооружением, амуницией, необходимыми помещениями и т. д. По сложившейся системе верховное командование осуществлялось императором с помощью Генерального штаба Императорской армии и Генерального штаба Императорского флота, начальники которых были ответственны только перед императором. К прерогативам императора относились также объявление войны, заключение мира и договоров с иностранными державами (статья 13), а также объявление осадного положения (статья 14).
Несмотря на то, что императору принадлежала верховная власть, Японская империя в целом являлась конституционной монархией: император не был всемогущим деспотом. В Конституции содержатся вполне определённые ограничения императорской власти; они имеются в статьях 4, 5, 8—10, 14, 18—32, 37—39, 41, 42, 45, 46, 51—53, 55, 57—60, 62—64, 66, 68 и 70—75. Прерогативы императора ограничивались соответствующими полномочиями парламента (19 статей), министров (1 статья), судов (3 статьи), правами подданных (15 статей) и самой Конституцией (15 статей). В частности, ограничения, установленные самой Конституцией, сосредоточены в статье 4: «Император — глава государства, он обладает верховной властью и осуществляет её в соответствии с постановлениями настоящей конституции». Различные ограничения, связанные с предоставлением власти парламенту, включают обязательства получения согласия парламента на законодательство (статьи 5 и 37) и на чрезвычайные указы (статья 8), ежегодного созыва парламента и проведения выборов в срок, определённый в Конституции, в случае роспуска нижней палаты (статьи 41 и 45), не вмешиваться в свободу слова членов парламента (статья 52); на императора наложены некоторые ограничения в области решения финансовых вопросов (статьи 62, 64, 66, 68, 70 и 72) и обязательство получать согласие парламента на изменение Конституции. Ограничение, установленное созданием кабинета министров, состоит в обязательном контрассигновании подписи императора министрами (статья 55). Создание судебных органов обусловило осуществление судебной власти в соответствии с законом (статьи 57 и 59), а также законную защиту судей (статья 58). Статьи 18—32 ставят под конституционную защиту ряд прав подданных. Чрезвычайные указы императора ни в коем случае не должны были вносить изменений в действующие законы (статья 9).

Кроме того, на практике император никогда не осуществлял свои полномочия самодержавно: он действовал в согласии с указаниями своих советников. Управление империей осуществлялось не единолично государем, а от имени трона; по выражению современника, император «правит, но не управляет». В отправлении императорской власти монарху помогали ближайшие неофициальные советники (гэнро), Министерство императорского двора, а также кабинет министров и Тайный совет.
Особенностью Конституции было исключение из неё правил, относящихся к вопросам престолонаследия и регентства, о чём указывалось в статьях 2 и 17. В европейских конституционных монархиях эти вопросы регулировались либо конституцией, либо законодательными актами парламента во избежание опасности произвольных изменений законов представителями правящей семьи в своих династических интересах. В Японии для регулирования этих вопросов одновременно с Конституцией был принят Закон об Императорском доме. В клятве 11 февраля 1889 года император Мэйдзи объявил: «Ныне Мы устанавливаем Закон об Императорском Доме и о Конституции. Эти законы, в сущности, являются лишь выражением великих начал управления страною, завещанных Царственным основателем Нашего Дома и другими Нашими царственными предками». Таким образом, фактически Конституция была разделена на две части, равные в своей значимости: Закон об Императорском доме и собственно Конституцию Мэйдзи; оба документа являлись высшими законами в стране. При этом согласно статье 74 Конституции парламент не мог обсуждать изменения в Закон об Императорском доме, и в то же время ни одно из положений Конституции не могло быть изменено этим Законом. Статья 75 Конституции запрещала вносить изменения в Конституцию или Закон об Императорском доме во время регентства.

### Права и обязанности подданных
Конституция не содержит ничего, что обеспечивало бы права и свободы народа от посягательства постоянных чиновников, занятых в органах исполнительной власти.

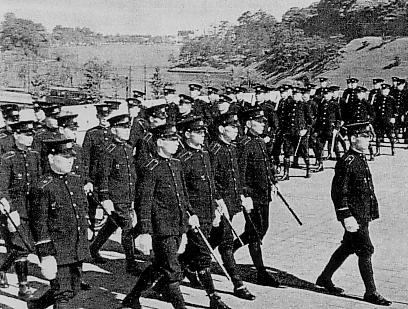
Спецподразделение японской полиции

Ещё в ходе обсуждения второй главы проекта Конституции, посвящённой правам и обязанностям подданных, член Тайного совета Мори Аринори требовал изменить название этой главы на «Статус подданных», назвав термин «права подданных» неприемлемым. Своё мнение он аргументировал тем, что в отношениях с монархом японцы не обладают ничем, кроме обязанностей и даруемых императорской милостью привилегий. В сложившейся ситуации Ито Хиробуми смог отстоять введение понятия прав подданных, однако в окончательных формулировках институт прав человека был существенно усечён: права частных лиц, предусмотренные Конституцией, являлись не правами личности как таковой, а правами японских подданных; при этом указанные права могли быть ограничены законом.
Статья 18, открывающая главу, гласила, что «условия, требуемые для того, чтобы быть японским подданным, определяются законом». В соответствии с законом 1899 года подданство Японии приобреталось рождением, браком, усыновлением или принятием подданства. На практике даже среди тех, кто родился в Японии и по закону должен был пользоваться всеми правами, предусмотренными Конституцией, были исключения. Неполноправными подданными оставались представители древнейшего населения страны — айны, а также потомки средневековой касты «эта» — буракумины.
Конституция перечисляет фактически все основные права и свободы, известные к тому времени западной демократии. Первой в перечне прав и свобод указана свобода выбора и перемены места жительства (статья 22), затем следуют свобода от незаконного ареста, заключения, вызова к допросу или наказания (статья 23), право на судебную защиту (статья 24), неприкосновенность жилища (статья 25), тайна переписки (статья 26), неприкосновенность собственности (статья 27), свобода вероисповедания (статья 28), свобода слова, печати, собраний и союзов (статья 29) и, наконец, старинное право подачи петиций (статья 30). Кроме того, статья 19 Конституции устанавливает, что каждый японский подданный одинаково имеет доступ к гражданской и военной службе; этой нормой закреплялась отмена старой системы передачи постов по наследству. Японские подданные были обязаны нести воинскую повинность (статья 20) и платить налоги (статья 21).
Права японских подданных были ограничены и определением в законе, и практическим применением. Сама Конституция допускала ограничения прав осуществлением полномочий императора во время войны или в случае национального бедствия (статья 31); статьёй 32 устанавливалось, что положения, предусмотренные главой о правах и обязанностях подданных, применяются к офицерам и солдатам армии и флота, поскольку они не противоречат законам, уставам, а также военной дисциплине. Практически каждая статья Конституции, посвящённая тому или иному праву, содержит оговорку вроде «в пределах, установленных законом», «в пределах, совместимых с общественным спокойствием и порядком», «в согласии с относящимися к этому особыми правилами» и т. д. Всё это в совокупности сохраняло широкий простор для масштабных ограничений прав подданных. Так, обыденным явлением в Японии стало издание так называемых законов об охране общественного порядка, наиболее известным из которых был акт 1925 года, получивший название «закона об опасных мыслях»; в соответствии с ним полиция осуществляла массовые аресты японских коммунистов и другие репрессии. Другим примером явилась государственная поддержка синтоизма: в 1900 году правительство объявило, что официальный синтоизм не является религией, тем самым получив возможность без какого-либо нарушения Конституции принуждать всё население к соблюдению синтоистских ритуалов.

### Имперский парламент

#### Полномочия и организация парламента

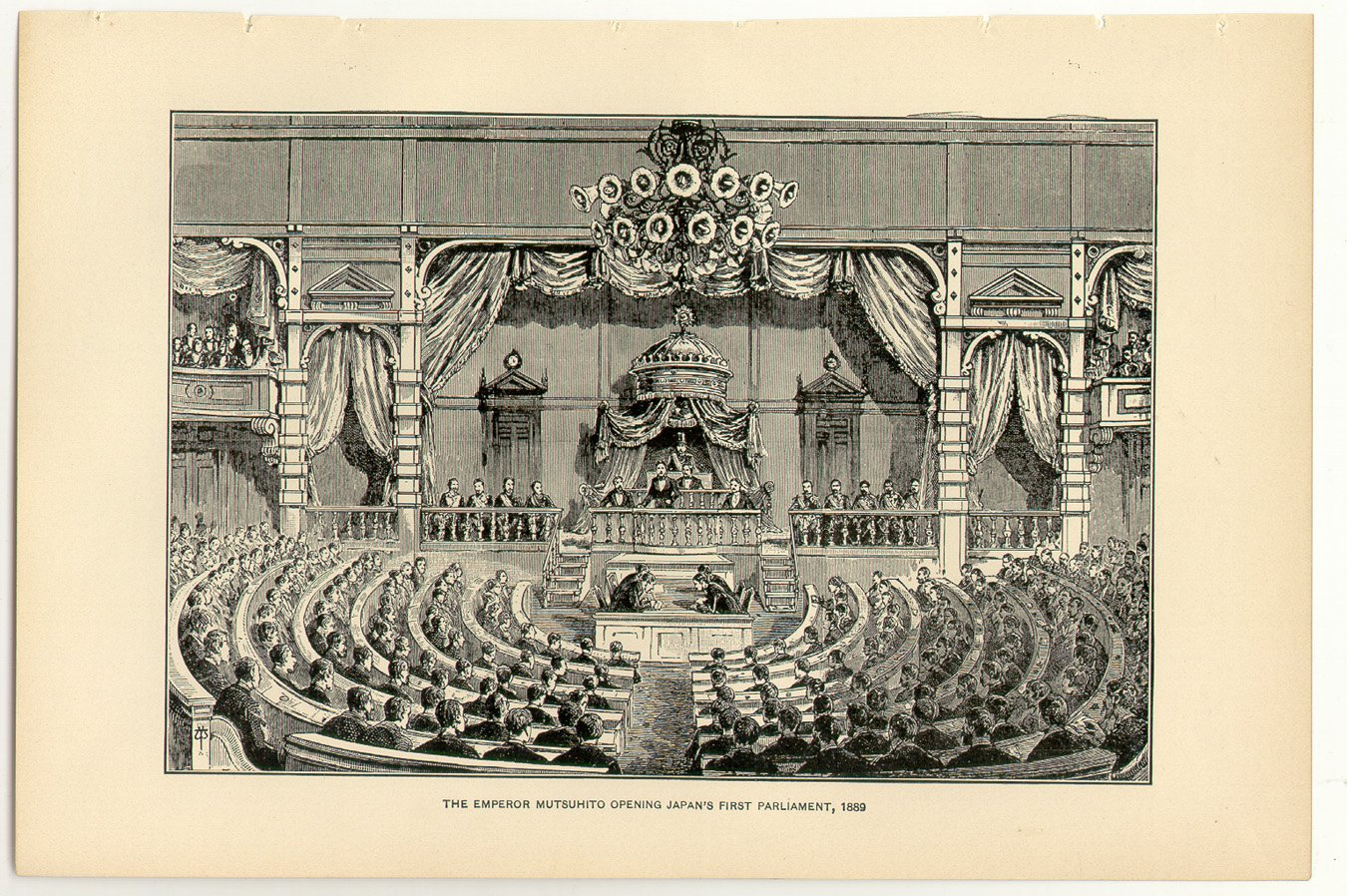
Император Мэйдзи открывает заседание парламента

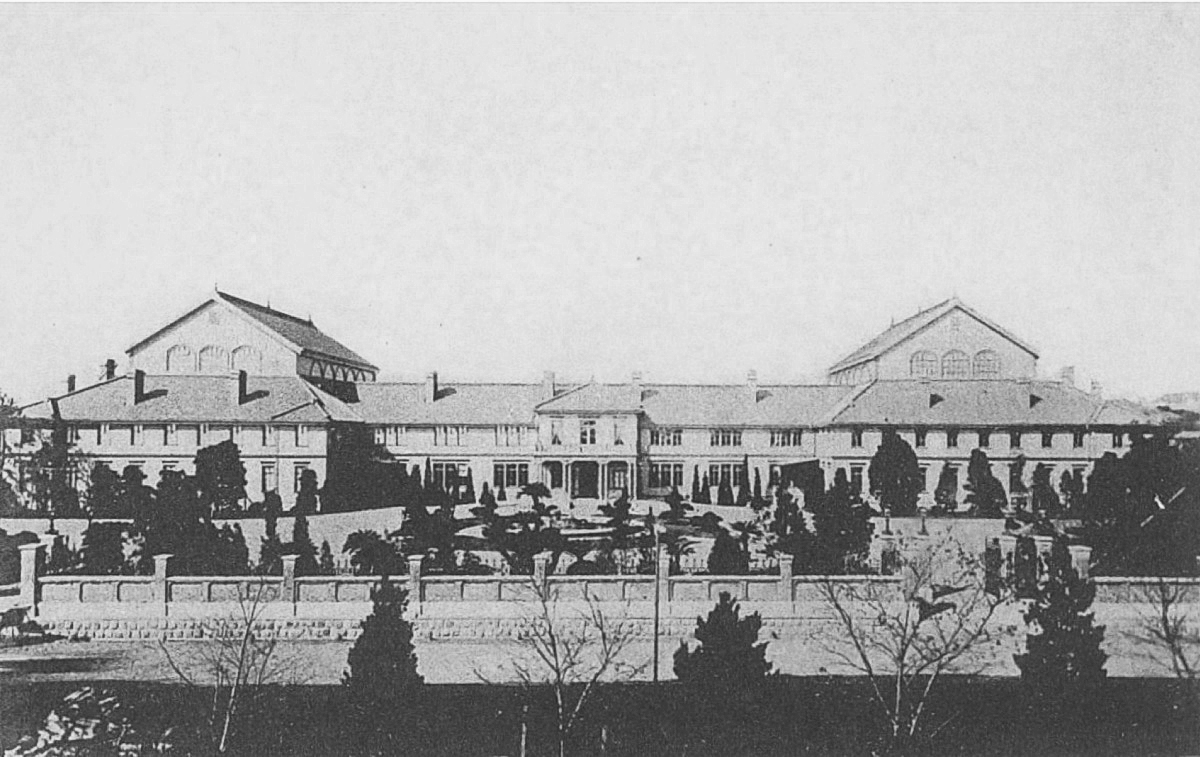
Первое здание японского парламента

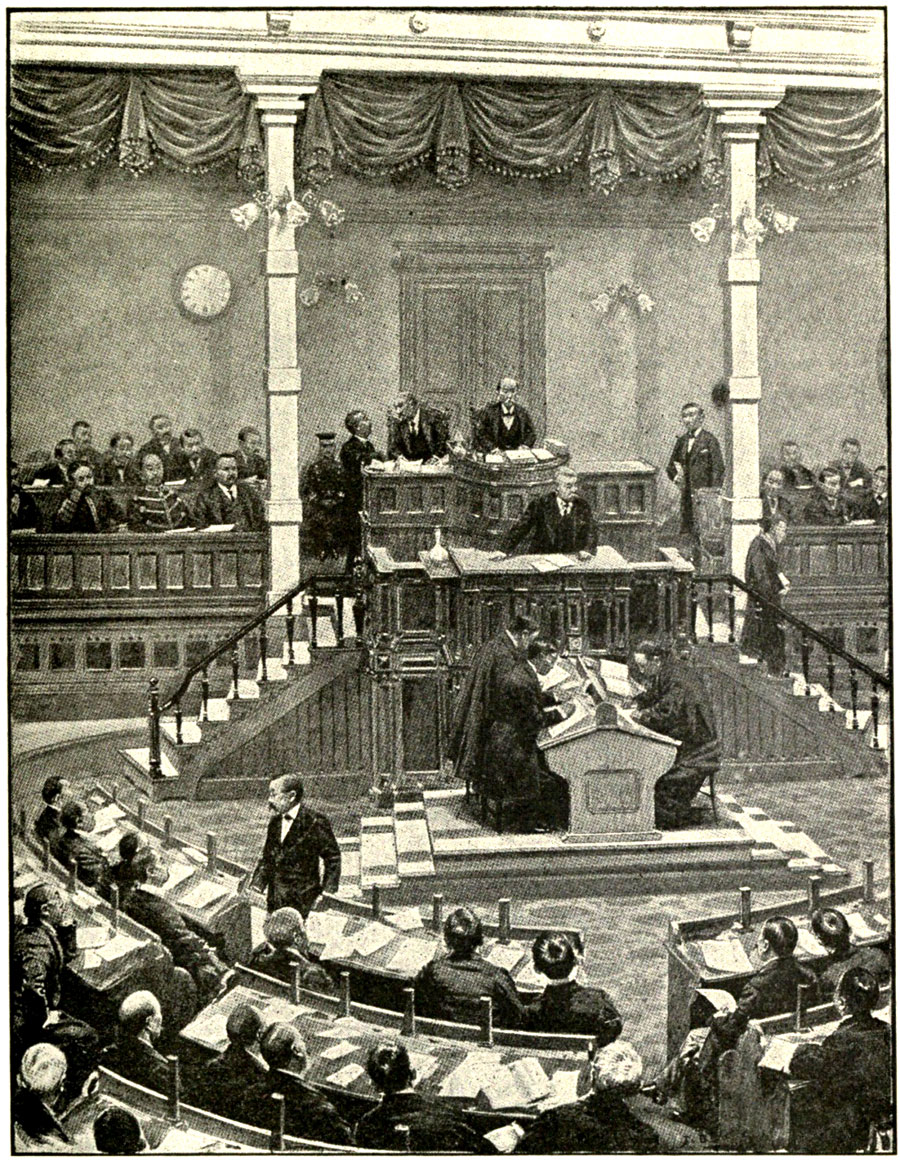
Сессия парламента

В соответствии с третьей главой Конституции в Японии учреждался двухпалатный имперский парламент (тэйкоку гикай), состоявший из палаты пэров (кидзокуин) и палаты депутатов (сюгиин) (статья 33) и созданный по образцу прусского ландтага. Общие законодательные права парламента были предусмотрены статьями 5 («Император осуществляет законодательную власть в согласии с имперским парламентом») и 37 («Ни один закон не может быть издан без одобрения имперского парламента»). Парламент был создан для того, чтобы содействовать императору в области законодательства, и его права относились главным образом к области законодательства. Однако по Конституции и Закону о палатах ему были присвоены и некоторые дополнительные функции. Парламент имел право участвовать в пересмотре Конституции (статья 73), частично контролировал государственные финансы (глава VI), принимал и рассматривал петиции (статья 50), мог делать запросы и представления правительству (статья 40), имел право обращения к императору (статья 49), а также одобрял или отказывал в одобрении чрезвычайных императорских указов, изданных в промежутке между сессиями (статья 8).
Статья 41 Конституции предусматривала ежегодный созыв парламента. Очередная парламентская сессия продолжалась 3 месяца, но в случае необходимости могла быть продлена императорским указом (статья 42). В случае неотложной необходимости кроме очередной сессии могла быть созвана чрезвычайная сессия, продолжительность которой определялась императором (статья 43). В соответствии со статьёй 7 право созыва, открытия и закрытия парламента, отсрочки его заседаний, а также роспуска палаты депутатов принадлежало императору. Обычно парламент созывался прокламацией императора по совету премьер-министра и собирался в конце декабря, при этом из-за месячных новогодних праздников продолжительность сессии сокращалась на треть. Император лично открывал каждую обычную сессию парламента, зачитывая указ об открытии; в случае, если он не мог присутствовать, указ оглашал премьер-министр. Открытие, закрытие, продление сессии и отсрочка заседаний парламента должны были происходить для обеих палат одновременно (статья 44).
В соответствии со статьёй 38 Конституции обе палаты голосовали за предлагаемые правительством законопроекты, и, сверх того, каждой из палате принадлежало право законодательной инициативы. Права обеих палат были одинаковыми. Как отмечал Ито, палата пэров и палата депутатов вместе образуют единый парламент, поэтому проект, одобренный одной палатой, но не одобренный другой, не мог стать законом. Более подробно законодательный процесс регулировался Законом о палатах. В частности, правительственные законопроекты могли поступать в любую из палат (статья 53 Закона), после одобрения законопроекта одной палатой он должен был поступить в другую (статья 54 Закона). В случае согласия или несогласия другой палаты с законопроектом она должна была сообщить об этом принявшей палате, а также императору. Если одна из палат была не согласна с поправками, внесёнными другой палатой, она была вправе потребовать создания конференции обеих палат для окончательного принятия проекта (статья 55 Закона). Единственным исключением из принципа равенства палат была статья 65 Конституции, согласно которой бюджетный законопроект сначала вносился в палату депутатов. Конституция запрещала вторично вносить отвергнутый законопроект в ту же сессию (статья 39); это объяснялось необходимостью избежать излишнего затягивания сессии обсуждением однородного вопроса. По словам Ито, несмотря на отсутствие соответствующей нормы, законопроект, неутверждённый императором, также не мог быть внесён в парламент в ту же сессию: противное было бы неуважением к императору.
Согласно статье 46 Конституции кворум каждой палаты устанавливался в треть от общего числа членов палаты. Решения палаты принимались абсолютным большинством голосов, в случае равенства голосов решающий голос принадлежал председателю палаты (статья 47). Конституция предусматривала публичное обсуждение вопросов в каждой палате и разрешала закрытые заседания по требованию правительства или по собственной резолюции палаты (статья 48). За исключением этих статей Конституции и норм Закона о палатах правила внутреннего распорядка каждой палаты устанавливались ею самостоятельно (статья 51). В соответствии с Законом о палатах председатель палаты депутатов назначался императором из числа трёх кандидатов, избранных палатой (на практике император назначал кандидата, получившего наибольшее число голосов, поэтому фактически председатель выбирался палатой); председатель палаты пэров назначался императором в соответствии с предложениями палаты.
Конституция предоставляла особую защиту членам парламента при осуществлении ими свободы слова. В соответствии со статьёй 52 парламентарии не несли ответственности за высказанные мнения или поданные голоса в палате, членами которой они являлись. Однако в случае, если они распространяли свои взгляды за пределами палаты, то они могли быть подвергнуты тем же законным взысканиям, что и другие подданные. Член палаты не мог быть арестован во время сессии без согласия своей палаты, за исключением случаев задержания на месте преступления или наказуемого деяния, связанного со внутренними или внешними волнениями (статья 53).

#### Палата пэров

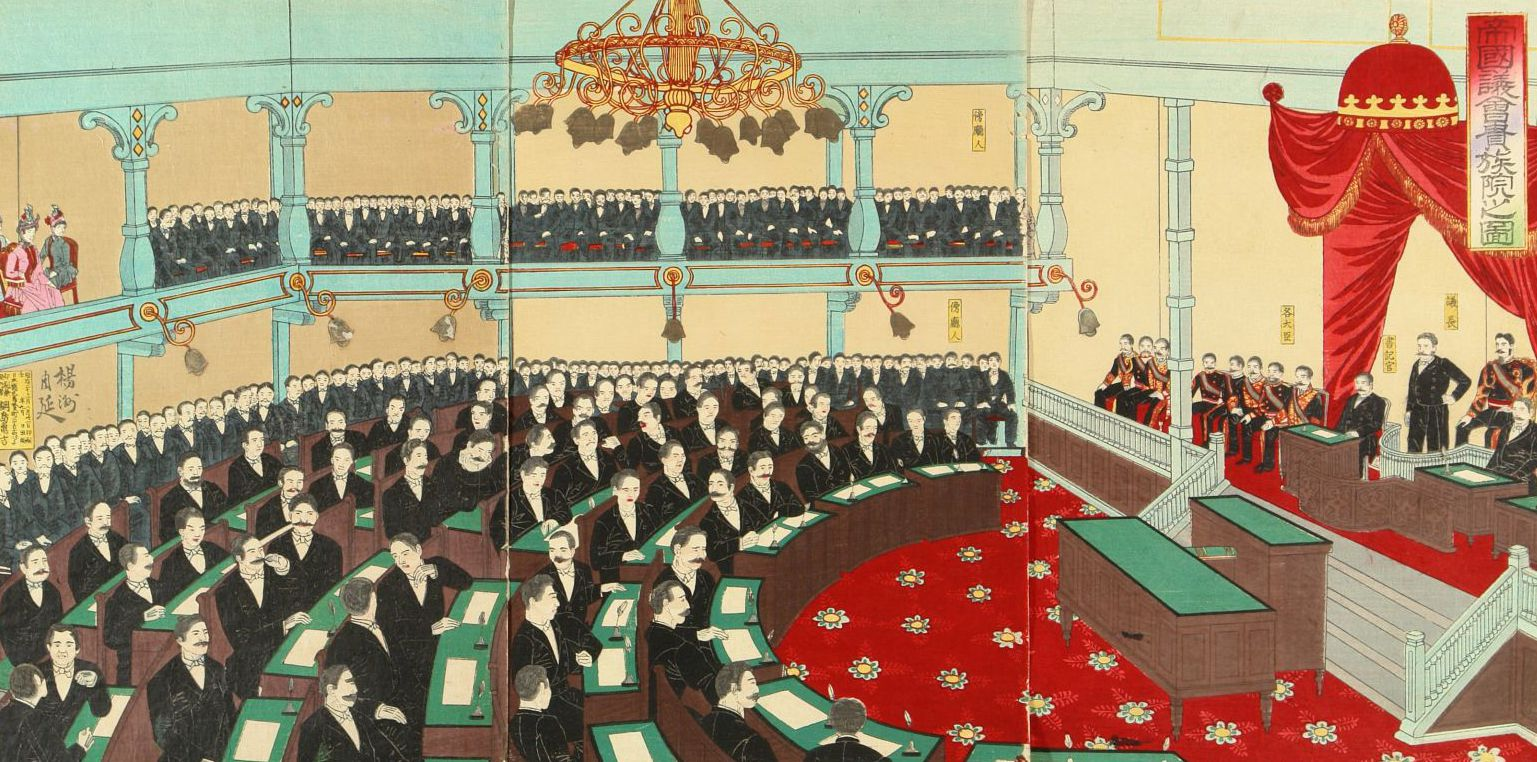
Заседание палаты пэров. Гравюра Тоёхары Тиканобу

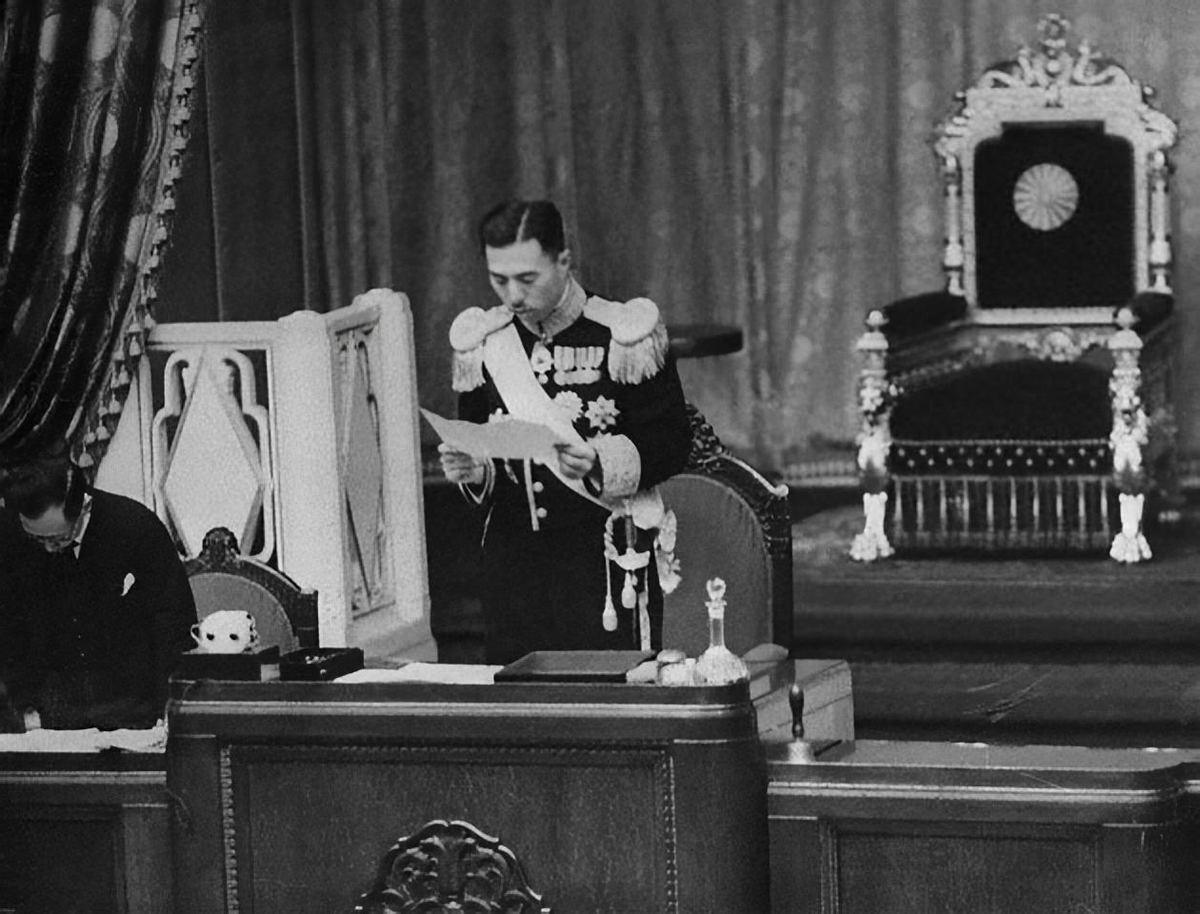
Председатель палаты пэров Коноэ Фумимаро в 1936 году

При составлении проекта Конституции Ито и его коллеги полагали, что парламентская форма правления может привести к засилью политических партий, и поэтому приняли решение ввести в структуру парламента верхнюю палату — палату пэров, по своему составу напоминавшую Гэнроин. Авторы Конституции вполне откровенно рассматривали палату пэров как собрание представителей высшего класса общества. Тем не менее они считали, что целью учреждения верхней палаты являются не только создание оплота династии и охрана консервативных ценностей. По их замыслу, палата пэров должна была служить своего рода элементом равновесия между отдельными политическими силами, сдерживать чрезмерное влияние партий, обеспечивать устойчивость парламентской системы и быть орудием «гармонии интересов управляющих и управляемых».
В соответствии со статьёй 34 Конституции палата пэров состояла из членов императорской фамилии, из носителей дворянских титулов и из лиц, назначенных в неё императором. Эта норма конкретизировалась положениями Указа о палате пэров. Члены императорской фамилии, князья и маркизы считались членами палаты пэров пожизненно по праву наследования (принцы крови на практике не пользовались этим правом, придерживаясь традиции отказа от участия в политике). Графы, виконты и бароны избирались членами своего сословия сроком на 7 лет. Лица, назначаемые императором, делились на две категории: в первую входили лица, назначаемые в палату пэров пожизненно за важные услуги, оказанные государству, или известные своими познаниями; во вторую — лица из числа крупнейших налогоплательщиков, избранные сроком на 7 лет и затем утверждённые императором (каждая префектура имела право быть представленной одним членом палаты пэров, наиболее населённые префектуры — двумя членами; право избирать имели лица, платившие 300 и более иен прямых налогов). При разработке проекта Конституции высказывалось предложение включить в палату пэров представителей торгового, промышленного и землевладельческого классов, однако оно было отвергнуто. Председатель палаты пэров назначался императором.
В первый состав палаты пэров было назначено 250 человек, в том числе 18 графов, 66 виконтов, 66 баронов, 25 лиц, назначенных пэрами за заслуги перед империей, 4 представителя Японской академии наук и 66 человек из числа крупнейших налогоплательщиков.
Помимо участия в законодательном процессе палата пэров выполняла и другие функции. В частности, Указ о палате пэров предоставлял ей право голосовать по вопросу о привилегиях знати в случае обращения к ней императора с таким запросом (статья 8). Министерство императорского двора запрашивало мнение палаты пэров при принятии распоряжений по поводу гражданских и политических прав дворян. Палате пэров было предоставлено право разрешать споры в связи с выборами в члены этой палаты (у палаты депутатов подобное право отсутствовало, и споры в связи с выборами депутатов разрешались судом). Благодаря тому, что палата пэров не могла быть распущена, правительство было вынуждено крайне осторожно вести себя в отношении пэров, поскольку без них оно не могло провести никаких законов или бюджетных ассигнований.

#### Палата депутатов

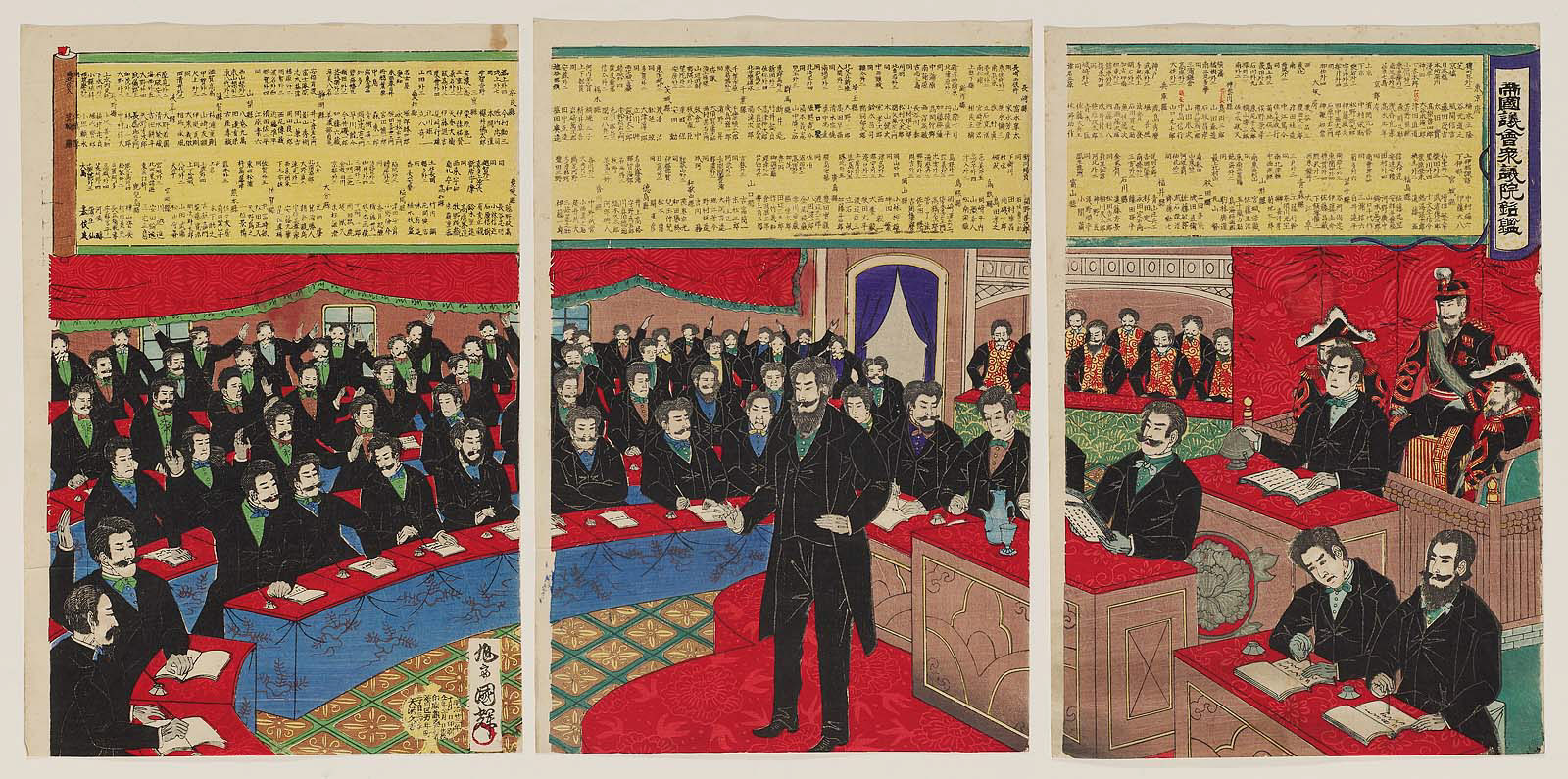
Заседание палаты депутатов. Гравюра Тоёхары Кунитэру

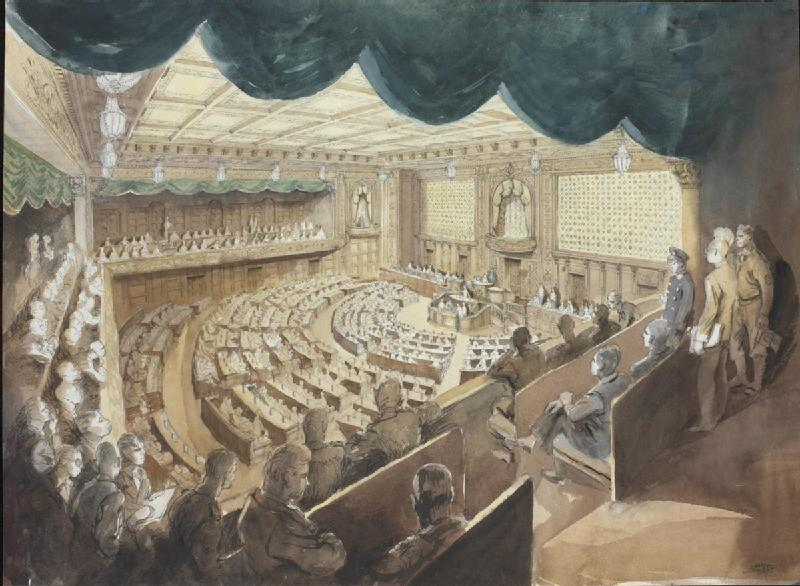
Заседание палаты депутатов. Картина Дж. Морриса

В соответствии со статьёй 35 Конституции палата депутатов состояла из членов, избираемых народом в соответствии с постановлениями Закона о выборах в палату депутатов, промульгированного императором 11 февраля 1889 года одновременно с Конституцией. Статья 7 Конституции предусматривала право императора распустить палату депутатов. При роспуске палаты император назначал новые выборы, и новая палата созывалась в течение 5 месяцев со дня роспуска (статья 45). Кабинет министров мог издать правительственное сообщение о причине роспуска.
Первые парламентские выборы состоялись в Японии 1 июля 1890 года. Для проведения выборов страна была поделена на 257 избирательных округов, каждый из которых избирал одного или двух членов палаты (двое депутатов избирались в округах, чьё население превышало 180 тысяч человек). Активное избирательное право распространялось на мужчин не моложе 25 лет, проживших на территории своего избирательного округа не менее года. Кроме того, закон 1889 года устанавливал имущественный ценз: право голоса предоставлялось только лицам, которые уплачивали прямой налог (поземельный, предпринимательский или подоходный) в размере не менее 15 иен в течение по крайней мере одного года, предшествовавшего составлению избирательных списков. В выборах приняло участие почти 94 % избирателей, но из-за высокого имущественного ценза сам избирательный корпус составил всего лишь 460 тысяч человек, то есть чуть более 1 % населения. Всего было избрано 300 депутатов сроком на 4 года, причём 130 депутатов принадлежали к проправительственным силам, а 170 депутатов (в том числе 130 членов или сторонников Конституционно-либеральной партии и 40 — Партии конституционных реформ) — к оппозиции. Примерно треть депутатов относилась к сословию нетитулованной знати (сидзоку), остальные были простолюдинами.
В связи с тем, что оппозиция получила большинство мандатов, первый созыв палаты депутатов ознаменовался постоянными спорами с правительством Ямагаты Аритомо по поводу военных расходов в бюджете. Распри в итоге вылились в противостояние так называемых «гражданской» и «военной» группировок. Противоречия между ними, которые в основном касались отношения к проводимым реформам, были столь непреодолимы, что в конечном счёте привели к досрочному роспуску палаты в декабре 1891 года. В конце XIX века палата депутатов распускалась довольно часто (только в 1894 году это случилось дважды).

### Кабинет министров

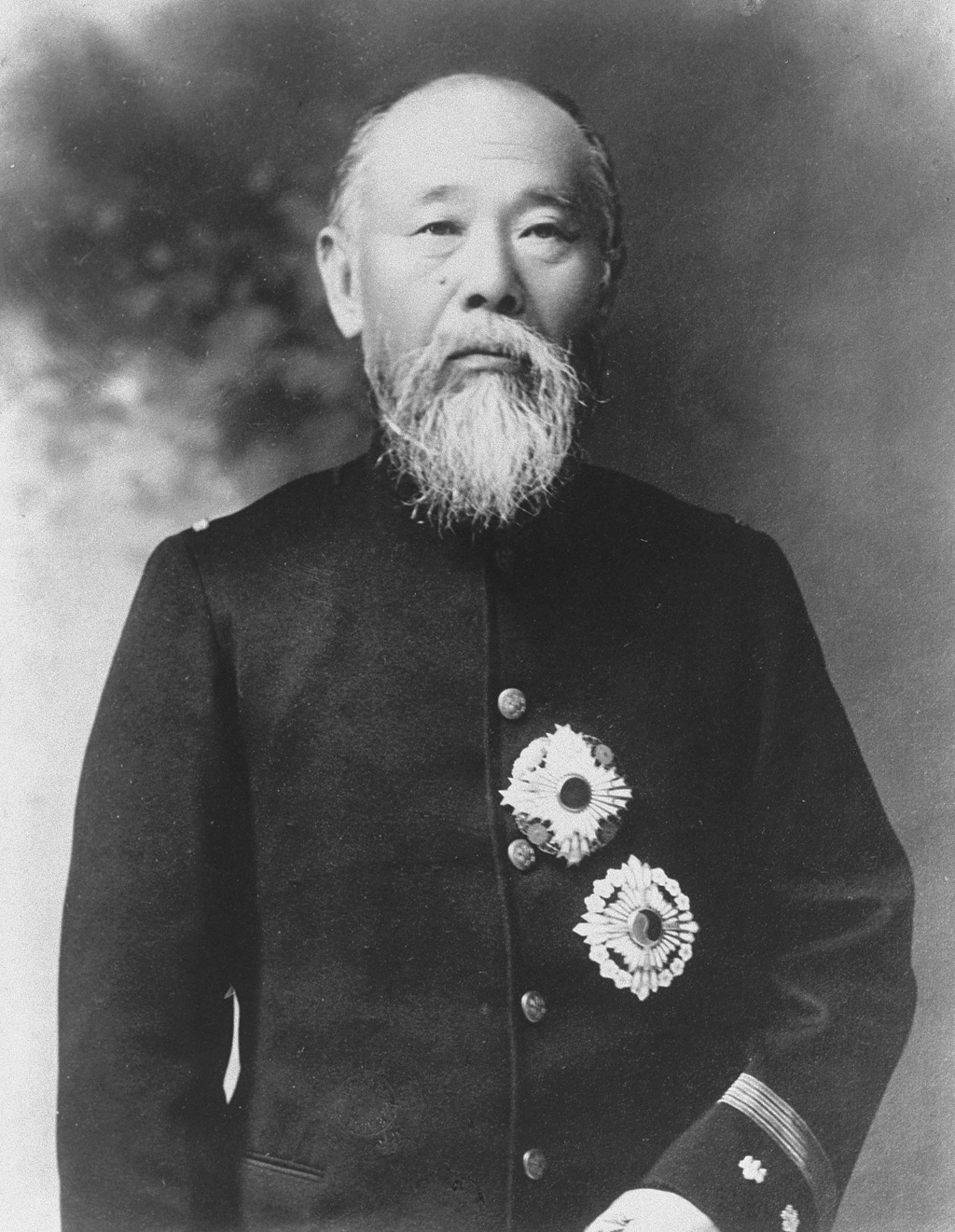
Ито Хиробуми — первый премьер-министр Японии

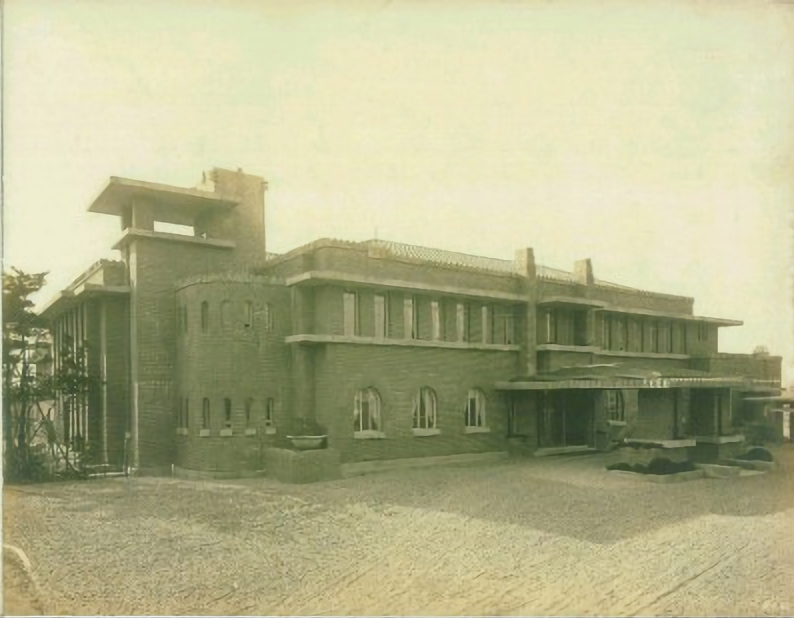
Резиденция премьер-министра в 1929 году

В Конституции 1889 года отсутствует понятие кабинета министров. О функциях министров говорится лишь в статье 55, определяющей министров в качестве советников императора, ответственных за свои советы, и устанавливающей необходимость контрассигнования ответственным министром законов, императорских указов и любых актов, касающихся государственных дел. Тем не менее, японский кабинет министров, который был создан в 1885 году по образцу германского кабинета, учреждённого Бисмарком, продолжил своё существование в силу положения статьи 76 Конституции о сохранении силы за всем предшествовавшим законодательством. Новый правительственный орган заменил Государственный совет (Дайдзёкан). По словам Ито, задачей этой замены было, с одной стороны, придать большее значение функциям министров и усилить сознание их ответственности, с другой — поддержать единство кабинета, предупредив все возможные разногласия и колебания отдельных его членов.
В декабре 1889 года император своим указом утвердил «Учреждение кабинета министров» (найкаку кансэй), состоявшее из десяти статей. Статья 5 «Учреждения» перечисляла вопросы, подведомственные кабинету. К таковым относились: 1) законопроекты и окончательные проекты бюджета; 2) договоры с иностранными государствами и важные вопросы международного значения; 3) императорские указы, касающиеся организации правительственных учреждений или применения законов и распоряжений; 4) споры о компетенции, возникающие между министерствами; 5) петиции частных лиц, предлагаемые на обсуждение кабинета императором или поступающие из имперского парламента; 6) внебюджетные расходы; 7) назначение правительственных чиновников первого класса (тёкунин) и местных губернаторов, а также их продвижение по службе и увольнение. «Учреждение» также предусматривало, что всякий вопрос, который входит в число обязанностей министра и имеет отношение к верховным вопросам управления, также может быть представлен на усмотрение кабинета. Кроме того, на практике кабинет принимал решения по многим вопросам, которые находились в единоличном ведении императора (например, о заключении договоров, открытии и роспуске парламента).
В состав кабинета входили государственные министры и премьер-министр. В 1885 году число министерств составляло девять, позже их число выросло до 13; также могли быть назначены министры без портфеля. Согласно статье 2 «Учреждения кабинета министров» премьер-министр, который представлял собой самостоятельный единоличный орган, стоял во главе кабинета, докладывал императору о государственных делах и в соответствии с директивами императора осуществлял контроль над различными отраслями управления. Премьер-министр был вправе приостановить любое мероприятие или распоряжение по любой отрасли управления до императорского решения по этому вопросу (статья 3 «Учреждения»). Заседания кабинета проводились в официальной резиденции премьер-министра. Номинально министры назначались императором, но фактически их назначение происходило по представлению премьер-министра, который, в свою очередь, назначался императором по совету гэнро или, в редких случаях, министерства императорского двора. Пост министра мог быть совмещаем с членством в любой из палат парламента.
Статья 55 Конституции не упоминала, перед кем именно министры несут ответственность за свои советы императору. Согласно разъяснению Ито, министры ответственны только перед императором. Несмотря на то, что Конституцией предусматривалась лишь индивидуальная ответственность министров, на практике в Японии установилась коллективная ответственность кабинета за действия всех своих членов. В свою очередь, хотя каждый министр в отдельности не являлся ответственным за действия кабинета, на практике он был обязан признавать их и считаться с ними, а также делать соответствующие доклады на заседаниях кабинета. Тем не менее, министры сохраняли известную самостоятельность в управлении вверенными им министерствами, выполняя свои функции не только по указаниям кабинета. Министры имели право делать премьер-министру представления о необходимости проведения заседания кабинета для обсуждения любого вопроса по усмотрению подлежащего министра (статья 6 «Учреждения кабинета министров»). Особняком стояли военный и морской министры, которые докладывали дела по своим ведомствам лишь премьер-министру, вынося их на рассмотрение кабинета только по непосредственному указанию императора.

### Тайный совет

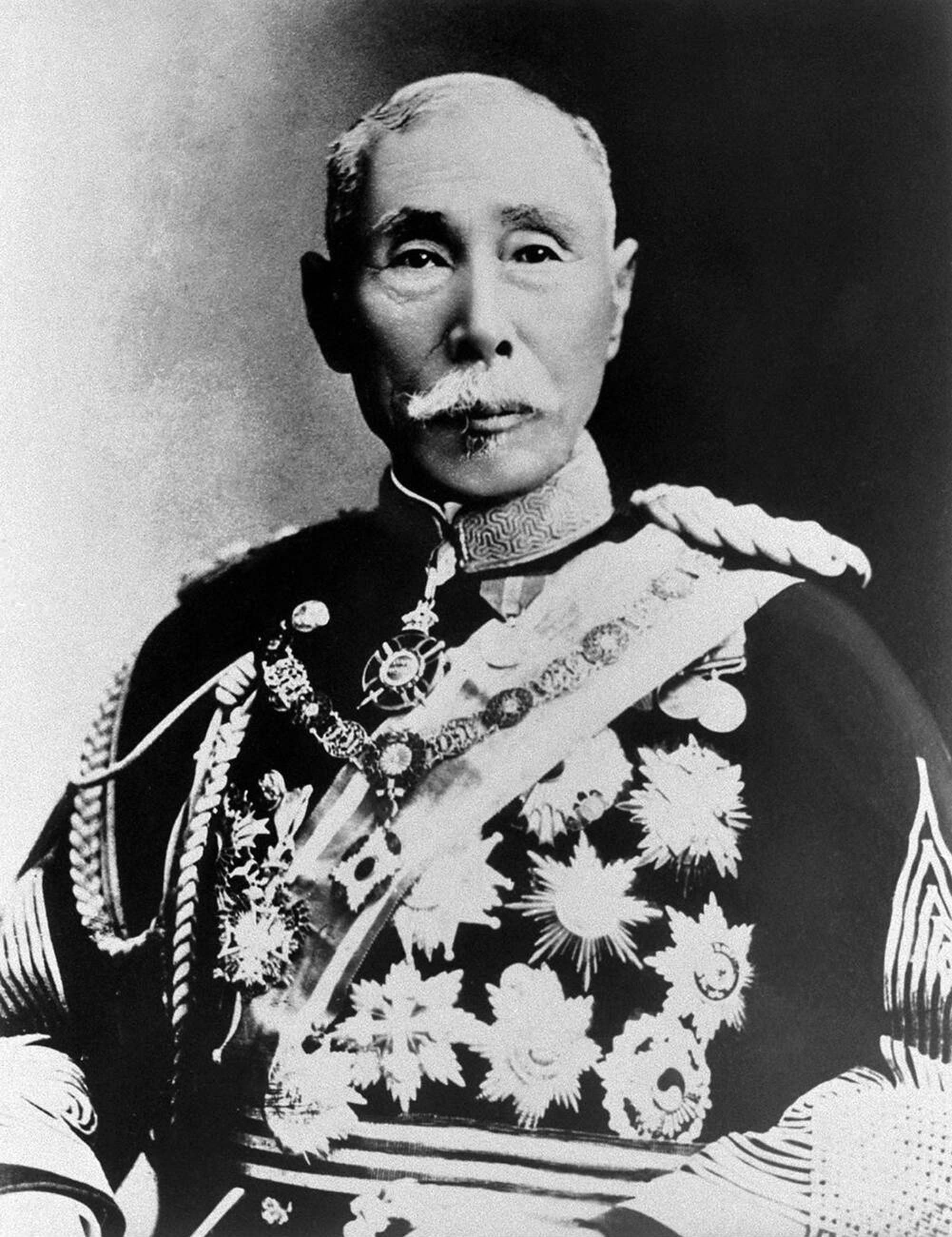
Маршал Ямагата Аритомо — президент Тайного совета в 1893—1894, 1900—1903 и 1909—1922 годах

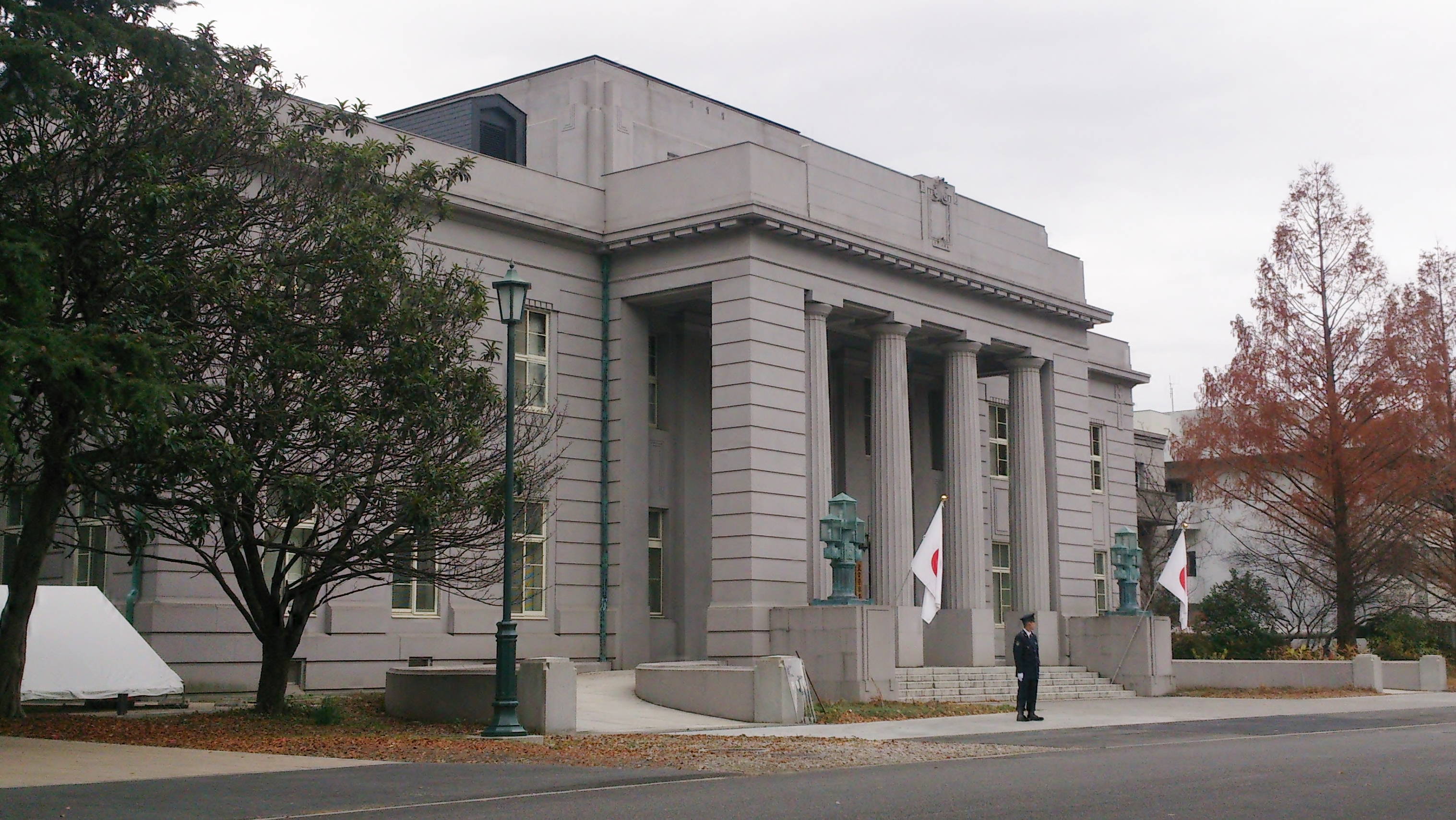
Здание, в котором располагался Тайный совет

Тайный совет, учреждённый в 1888 году для обсуждения проекта Конституции, продолжил существование после её принятия и в силу прямого указания конституционной нормы приобрёл значение совещательного органа при императоре. Согласно статье 56 Конституции Тайный совет обсуждал, согласно постановлениям, касающимся организации Тайного совета, важнейшие государственные дела в случае получения соответствующего запроса от императора. Более подробно состав и полномочия этого органа регулировало «Учреждение Тайного совета» (сумицуин кансэй).
Согласно статье 1 «Учреждения Тайного совета» император лично присутствовал в Тайном совете и предлагал на его обсуждение важнейшие государственные дела. В состав совета входили президент, вице-президент, 28 тайных советников, обер-секретарь и три секретаря. Должности президента, вице-президента и тайных советников не могли занимать лица моложе 40 лет. Все государственные министры по должности являлись членами Тайного совета, присутствовали в качестве таковых на его заседаниях, участвовали в прениях и голосовании. Кроме того, министры имели право посылать вместо себя на заседания совета своих представителей, которые могли произносить речи и давать объяснения, но не могли принимать участия в обсуждении и голосовании. Члены Тайного совета назначались номинально императором, фактически — премьер-министром по результатам обсуждения действующих членов совета и гэнро. Срок полномочий членов совета был пожизненным, однако они могли подать в отставку, а также обязаны были уступить кресло члена совета в случае назначения на пост министра.
Функции Тайного совета заключались в представлении своих мнений по следующим вопросам, предлагаемым на его рассмотрение императором (статья 6 «Учреждения Тайного совета»): 1) дела, входящие в его компетенцию согласно Закону об Императорском доме (например, участие в совещаниях по вопросу о престолонаследии и регентстве); 2) проекты поправок к Конституции и законам, имеющим конституционное значение, а также разрешение возникающих по этим вопросам сомнений; 3) указы об объявлении военного положения (статья 14 Конституции), чрезвычайные указы (статьи 8 и 70 Конституции), а также любые императорские указы, предусматривающие уголовные наказания; 4) международные договоры; 5) изменения в организации и порядке делопроизводства самого Тайного совета; 6) вопросы, особо поставленные на обсуждение Тайного совета помимо перечисленных. Тайный совет не участвовал в административном управлении (статья 8 «Учреждения Тайного совета»).
Хотя формально Тайный совет был призван лишь давать заключения по запросам императора, на практике, благодаря близости к императорскому дому и связям отдельных своих членов, этот совещательный орган приобрёл существенное влияние на японскую политику. В частности, кабинет осуществлял руководство внешней политикой при содействии Тайного совета, ставил совет в известность по вопросам войны и мира и представлял на его рассмотрение проекты договоров с иностранными государствами. Премьер-министр докладывал Тайному совету различные вопросы текущей политики, министры зачастую обращались к Тайному совету даже в тех случаях, когда юридически они могли действовать самостоятельно. В истории Японии было немало примеров вмешательства Тайного совета в политику. Так, в 1892 году император передал на рассмотрение совета вопрос о правах палат парламента при принятии бюджета; вынесенное советом решение о толковании соответствующих статей Конституции создало прецедент равенства обеих палат. В 1916 году Тайный совет, потребовав изменений в императорском указе об утверждении фабричного закона, помешал введению этого закона в предполагаемый срок. В 1927 году Тайный совет вызвал отставку кабинета Вакацуки Рэйдзиро своим отказом от одобрения чрезвычайного указа, изданного с целью поддержки тайваньских банков.

### Судебная власть

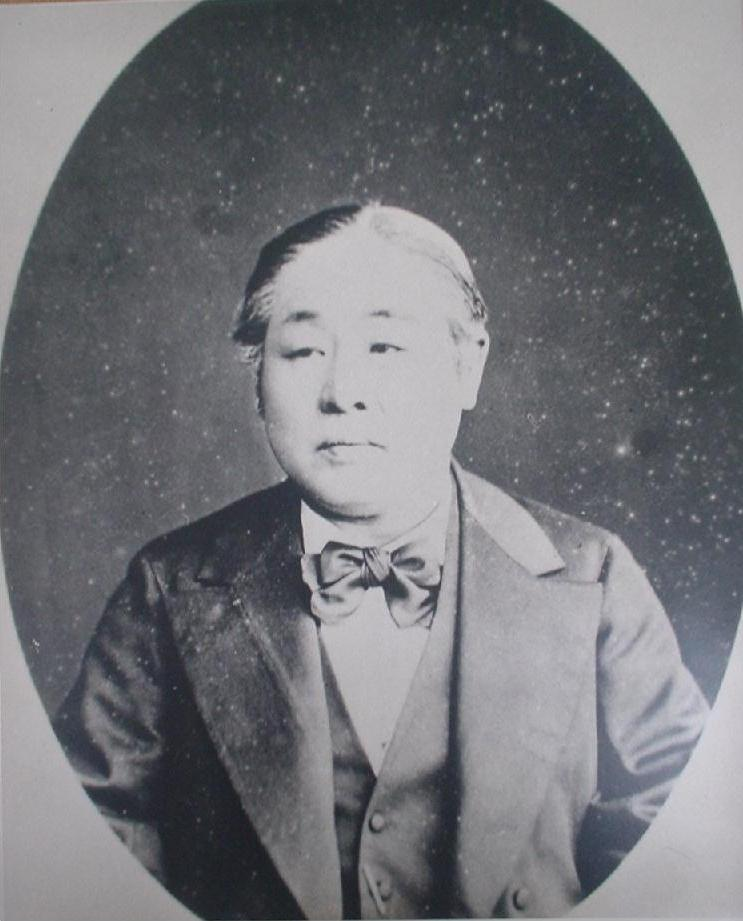
Сэйри Тамано — первый председатель Верховного суда Японии

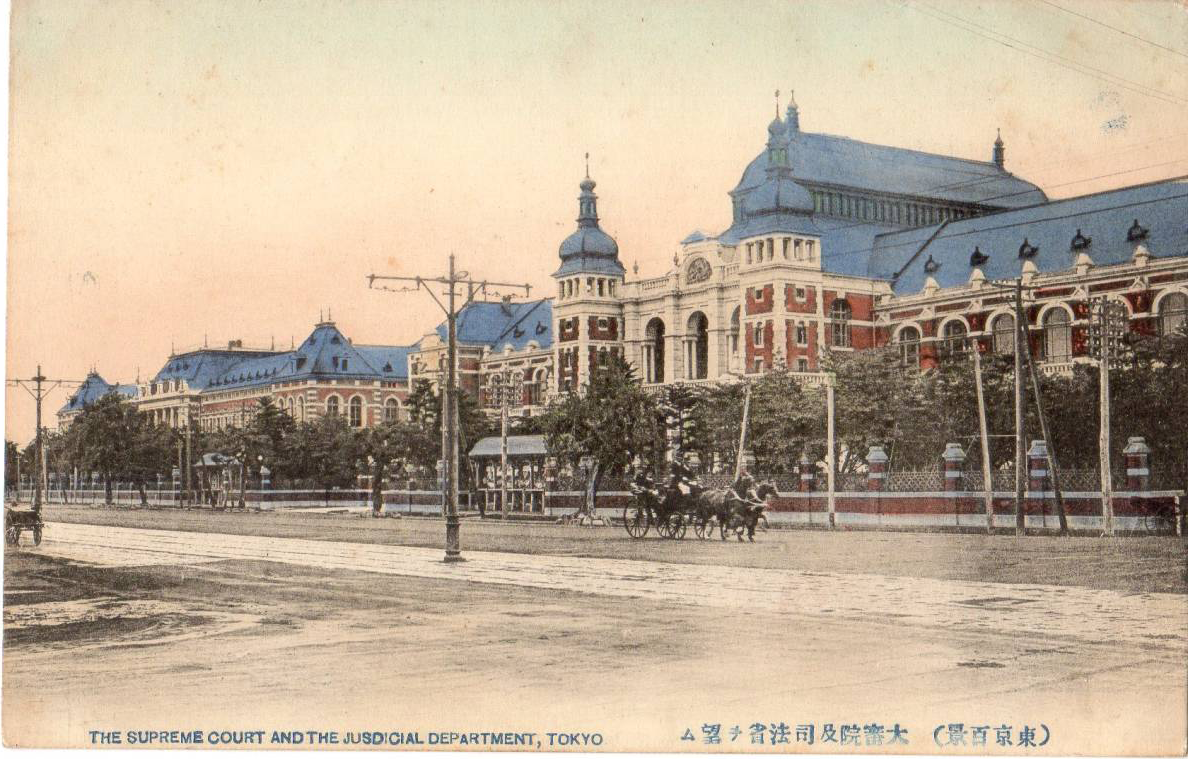
Здание Верховного суда Японии в 1880-х годах

Пятая глава Конституции (статьи 57—61) была посвящена судебной власти. В отличие от норм первой главы, предусматривавшей осуществление законодательной и исполнительной власти императором, статья 57 провозглашала, что судебная власть осуществляется судами именем императора согласно закону. Подобная формулировка была связана с желанием авторов Конституции подчеркнуть особое значение судебной власти в новой политической системе. Тем не менее в силу положения статьи 4 Конституции о верховной власти императора последний признавался источником и судебной власти. По словам Ито, «монарх есть источник правосудия, и его судебная власть есть ничто иное, как форма проявления верховной власти. Поэтому приговоры должны быть постановляемы именем императора, представителем верховной власти которого в данном случае является суд». В то же время Ито отстаивал принцип независимости судей: «Хотя судьи назначаются монаршею волей и суды постановляют приговоры именем императора, однако он не участвует в судопроизводстве, а поручает независимым судам отправлять его согласно существующим законам и вне влияния администрации».
Судебно-правовая реформа была начата уже в 1870-х годах и имела своей целью создание централизованной судебной системы. В 1871 году появились Министерство юстиции, которому были поручены судопроизводство и розыск, и суд в Токио — первый судебный орган нового типа. Затем были созданы «высшие суды» (дзёто сайбансё) в Осаке, Нагасаки и Фукуоке и префектуральные суды (фукэн сайбансё). В 1875 году был учреждён Верховный суд (Дайсинъин). Одновременно в период реставрации Мэйдзи были разработаны и приняты новые законы преимущественно по французским и немецким образцам — Уголовный кодекс (1880), Уголовно-процессуальный кодекс (1880), Гражданский процессуальный кодекс (1891) и Гражданский кодекс (1896). Окончательное становление судебной системы произошло после принятия Конституции; в соответствии с Законом о судоустройстве в японскую судебную систему входили суды общей юрисдикции (Верховный суд, апелляционные суды, районные суды и местные суды), а также административный суд. Председатели Верховного и апелляционных судов назначались императором, остальные судьи — министром юстиции.
Конституция требовала, чтобы судьи имели необходимую и предусмотренную законом квалификацию, и устанавливала принцип несменяемости судей: «Ни один судья не может быть отрешён от своей должности иначе как за наказуемые деяния, по приговору уголовного или дисциплинарного суда» (статья 58). Закон запрещал судам участвовать в политической деятельности, состоять в политических партиях, быть членами местных органов власти, занимать какое-либо общественное положение, сопряжённое с извлечением финансовых выгод, а также заниматься некоторыми видами коммерческой деятельности. Статьёй 59 устанавливалась гласность судебного разбирательства: заседания судов и объявления приговоров должны были быть публичными; заседания могли быть закрыты в соответствии с законом или решением суда только в случае, если открытое разбирательство «могло повредить общественному спокойствию и порядку или оскорбить общественную нравственность». Ито называл принцип гласности судов «самой прочной гарантией народных прав». Подсудность специальных судов должна была определяться законом (статья 60); такими судами являлись, в частности, суды для несовершеннолетних, военно-полевые суды, консульские суды, суды генерал-губернаторов в японских колониях (Корее, Тайване, Квантуне) и др. В 1923 году был принят закон о суде присяжных.
Статья 61 Конституции специально предусматривала учреждение административного суда с исключительной подсудностью: «Суды не могут входить в рассмотрение исков, касающихся прав, о которых утверждается, что они нарушены незаконными действиями административных властей, и подлежащих ведению административного суда, особо установленного законом». Административный суд, располагавшийся в Токио, был создан в 1890 году по образцу немецких и австрийских административных судов. Ито следующим образом объяснял мотивы создания этого суда: «Если бы административные мероприятия были поставлены под контроль судебных властей и если бы судам было вменено в обязанность решать, какое из административных мероприятий было правильным и какое неправильным, то административные власти оказались бы подчинены судебным. Последствием этого было бы лишение административных властей свободы действий». Административному суду были подведомственны налоговые споры, споры касательно отказов в выдаче и отмены выданных лицензий, тяжбы о границах земельных участков, если одним из землевладельцев являлось государство, иски к местной полицейской администрации и другие вопросы. Гражданские и уголовные дела, подсудные судам общей юрисдикции, административным судом не рассматривались.

### Финансы и бюджет
В связи с исключительной важностью государственных финансов авторы Конституции поместили нормы, касавшиеся налогов, бюджета, государственных займов и соответствующих прав парламента, в отдельную главу VI. Конституция сохраняла силу за налогами, взимавшимися до вступления её в силу, однако разрешала их изменение новыми законами (статья 63). В статье 62 предусматривалось, что введение новых налогов или изменение ставок уже существующих налогов могло быть произведено только на основании закона. Таким образом, новые налоги не могли взиматься без согласия имперского парламента. Ито называл правило, что для введения нового налога требуется согласие парламента и что этот вопрос не подлежит произвольному воздействию правительства, «самым прекрасным даром конституционного образа правления и прямым стражем народного благополучия». Тем не менее конституционная норма исключала из этого правила административные сборы, имевшие характер компенсации государственным органам за оказанные услуги. Парламенту было предоставлено право одобрять или отказывать в одобрении государственных займов и других обязательств казначейства, не предусмотренных текущим бюджетом.
Согласно Конституции государственные доходы и расходы нуждались в утверждении парламентом в форме годового бюджета (статья 64). Как отмечал Ито, японский бюджет представлял собой не закон, а «обязательство, которые должны соблюдать административные органы». Бюджет вносился сначала в палату депутатов (статья 65), затем в палату пэров и вотировался обеими палатами постатейно. Ряд норм Конституции предусматривал группы статей бюджета, которые не могли быть изменены парламентом без согласия правительства. Всего было четыре группы таких статей-исключений: 1) заранее установленные расходы, вызванные осуществлением прерогатив императора — например, расходы по армии и флоту или окладам чиновников (статья 67); 2) расходы, возникающие в результате действия закона — например, необходимые для функционирования учреждений, созданных согласно закону (статья 67); 3) расходы, являющиеся законными обязательствами правительства — например, уплата процентов по государственному долгу; 4) расходы, установленные к моменту принятия Конституции и представлявшие собой цивильный лист императора (статья 66).
Для удовлетворения особых нужд правительство могло испросить у парламента согласие на переходящие ассигнования — ассигнования, необходимые для покрытия расходов на различные предприятия, затягивающиеся на несколько лет (статья 68 Конституции). Определённая доля переходящих ассигнований включалась в бюджет каждого года и могла быть затрачена даже в случае роспуска парламента. Вместе с расходами по статьям, неподлежащим обсуждению парламентом, переходящие ассигнования составляли столь значительную часть расходов, что в целом бюджетные права парламента были весьма ограничены.
Для покрытия бюджетного дефицита и непредвиденных расходов в бюджет включался резервный фонд (статья 69). Эта норма дополнялась положением статьи 64 Конституции, согласно которому всякий расход, превышающий бюджетные ассигнования или вовсе не предусмотренный бюджетом, должен быть впоследствии одобрен парламентом. Таким образом, парламент предоставлял правительству карт-бланш на использование средств резервного фонда, но имел право на получение правительственного отчёта о расходовании средств. Парламент был вправе отказать в последующем одобрении таких расходов, но никаких юридических последствий такого отказа Конституция не предусматривала. В случае, если парламент отказывался принимать бюджет, правительство применяло бюджет предшествующего года (статья 71 Конституции).
Статья 70 Конституции предусматривала право правительства принимать необходимые финансовые меры, опираясь на императорские указы. Однако это было допустимо лишь в случае «настоятельной необходимости поддержать общественную безопасность» и только тогда, когда парламент не мог быть созван вследствие внешней или внутренней политической ситуации. Если доходы или расходы были установлены чрезвычайными императорскими указами, то последние нуждались в одобрении парламентом на ближайшей сессии. В отличие от похожей нормы статьи 8, согласно которой условием для издания чрезвычайных указов, имеющих силу закона, являлось отсутствие обычной сессии парламента, правило статьи 70 означало, что для издания чрезвычайных финансовых указов необходимо не только отсутствие обычной сессии, но и невозможность созвать и чрезвычайную сессию в порядке статьи 43.
Парламент имел определённые контрольные права в отношении бюджета. Статья 72 Конституции требовала от правительства предоставления парламенту отчёта о доходах и расходах. Этот отчёт подлежал предварительной проверке особым органом — Счётной палатой — и мог быть внесён в парламент только вместе с докладом Счётной палаты о его проверке. Таким образом, парламент имел возможность проверить исполнение бюджета и потребовать объяснений в случае нарушения бюджетной дисциплины. Как правило, отчёт о доходах и расходах представлялся в парламент спустя год и десять месяцев после истечения финансового года. Отказ в одобрении отчёта не имел никаких юридических последствий, но парламент мог представить адрес ответственному министру с изложением критических замечаний по поводу исполнения бюджета.

### Процедура пересмотра Конституции
Процедура пересмотра Конституции регламентировалась нормами заключительной главы VII, озаглавленной «Дополнительные постановления», и отличалась исключительной сложностью. Согласно статье 73 инициатива внесения изменений в Конституцию принадлежала только императору, однако законопроект об изменениях должен был получить одобрение парламента. Для обсуждения изменений Конституция требовала присутствия квалифицированного большинства — не менее двух третей голосов от общего числа членов каждой палаты. Для принятия изменений необходима была поддержка не менее двух третей голосов присутствующих членов палаты. При этом Ито Хиробуми утверждал, что «сущность Конституции» не может быть изменена, поскольку она «была введена лично императором в согласии с наставлениями, завещанными ему предками, и он желает передать её потомству, как неизменный свод законов, постановлениям которого нынешние его подданные и их потомки должны повиноваться вовеки».
Конституция не могла быть изменена в период, когда на троне находился регент (статья 75 Конституции). Комментируя эту норму, Ито пояснял, что основные законы государства имеют гораздо большее значение, чем должность регента, которая по самой своей природе является временной, и ни одно лицо, кроме императора, не имеет права вносить изменения в эти законы. Считалось, что Конституция имеет непосредственное отношение к священному значению особы императора, и потому предложения о её изменении кем-то другим должны рассматриваться как святотатство. Эти взгляды были проведены и в текущем законодательстве. В частности, статья 77 Закона о палатах 1889 года запрещала палатам парламента принимать петиции об исправлении Конституции. Статья 1 Закона об охране общественного порядка 1925 года гласила: «Каждый, кто организует общество с целью изменения национальной конституции, или каждый, кто войдёт в подобное общество, будучи полностью знаком с его целями, подлежит тюремному заключению без каторжных работ или с оными на срок не свыше 10 лет».

## Рескрипт об образовании как дополнение к Конституции
…Содействуйте общественному благу и служите интересам общества; всегда оказывайте строгое повиновение Конституции и всем законам Нашей Империи; развивайте свой патриотизм и своё мужество, и этим оказывайте Нам поддержку в возвеличении и сохранении славы и благоденствия Нашей Империи, одновечной с небесами и землёю

Рескрипт об образовании. Каллиграфия Мотоды Эйфу

На следующий год после обнародования Конституции был издан ещё один важный документ — Императорский рескрипт об образовании (Кёику тёкуго), который не имел статуса закона, но почитался наравне с Конституцией.
Идея создания Рескрипта зародилась после собрания губернаторов префектур в феврале 1890 года, где резко критиковался тот факт, что школьные курсы по традиционной конфуцианской этике отодвигаются в тень преподаванием западных учений. По решению собрания министр образования Ёсикава Акимаса подготовил доклад на имя императора, который после ознакомления с ним поручил министру написать проект Рескрипта. Подготовленный проект впоследствии дорабатывался одним из авторов Конституции — Иноуэ Коваси. Представители окружения императора — Мотода Эйфу и Ямагата Аритомо — настаивали на создании национальной доктрины, основой которой были бы патерналистская политическая философия и конфуцианские этические принципы, способные, по их мнению, объединить нацию. Иноуэ согласился доработать проект при условии, что он не будет иметь правового статуса, содержать конфуцианскую или западную философскую терминологию, а также ущемлять конституционные права подданных. Условия были приняты, и Рескрипт об образовании был издан 30 октября 1890 года.
Рескрипт об образовании представлял собой моральный кодекс, напоминавший о нравственных обязательствах по отношению к императору. По выражению современных японских исследователей, Рескрипт не был исключительно об образовании, а скорее о повиновении, преданности и классовом подчинении. Целью создания Рескрипта было не просто написание свода этических правил, а соединение определённых добродетелей с новыми институтами и государством в целом. Несмотря на то, что авторы Рескрипта избегали любых фраз, в которых бы содержались религиозные постулаты, в обществе он был воспринят по содержанию и по смыслу как священный документ, символ духовного единства всех японцев. Перечисленные в Рескрипте добродетели являлись хорошо известными классическими принципами конфуцианской этики, которые вызывали живейший отклик в национальных чувствах японских подданных.
Издание Рескрипта было вызвано попыткой создать опору Конституции 1889 года, которая, в отличие от западных конституционных актов, не основывалась на моральных принципах западного общества — индивидуализме, автономии личности, идеях неприкосновенности прав и свобод и народного суверенитета. В Японии отсутствовали развитая правовая культура и традиции представительных институтов, поэтому Конституция и парламент оставались для народа чем-то чуждым. Рескрипт стал решающим элементом в утверждении новой политической системы, формирующейся после принятия Конституции и учреждения парламента; он был призван консолидировать социально-политическую жизнь Японии вокруг идеи почитания императора в качестве отца нации и конфуцианской концепции сыновней почтительности. Показательно, что в процессе разработки Рескрипта Мотода Эйфу настаивал на отсутствии необходимости включать в текст слова о подчинении Конституции и законам, поскольку это и так подразумевалось понятиями преданности и сыновней почтительности. Однако император Мэйдзи посчитал, что «учитывая время, данная фраза необходима».

## Конституционное развитие Японской империи после 1889 года

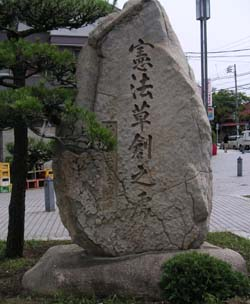
Мемориальный камень в Иокогаме, посвящённый Конституции 1889 года

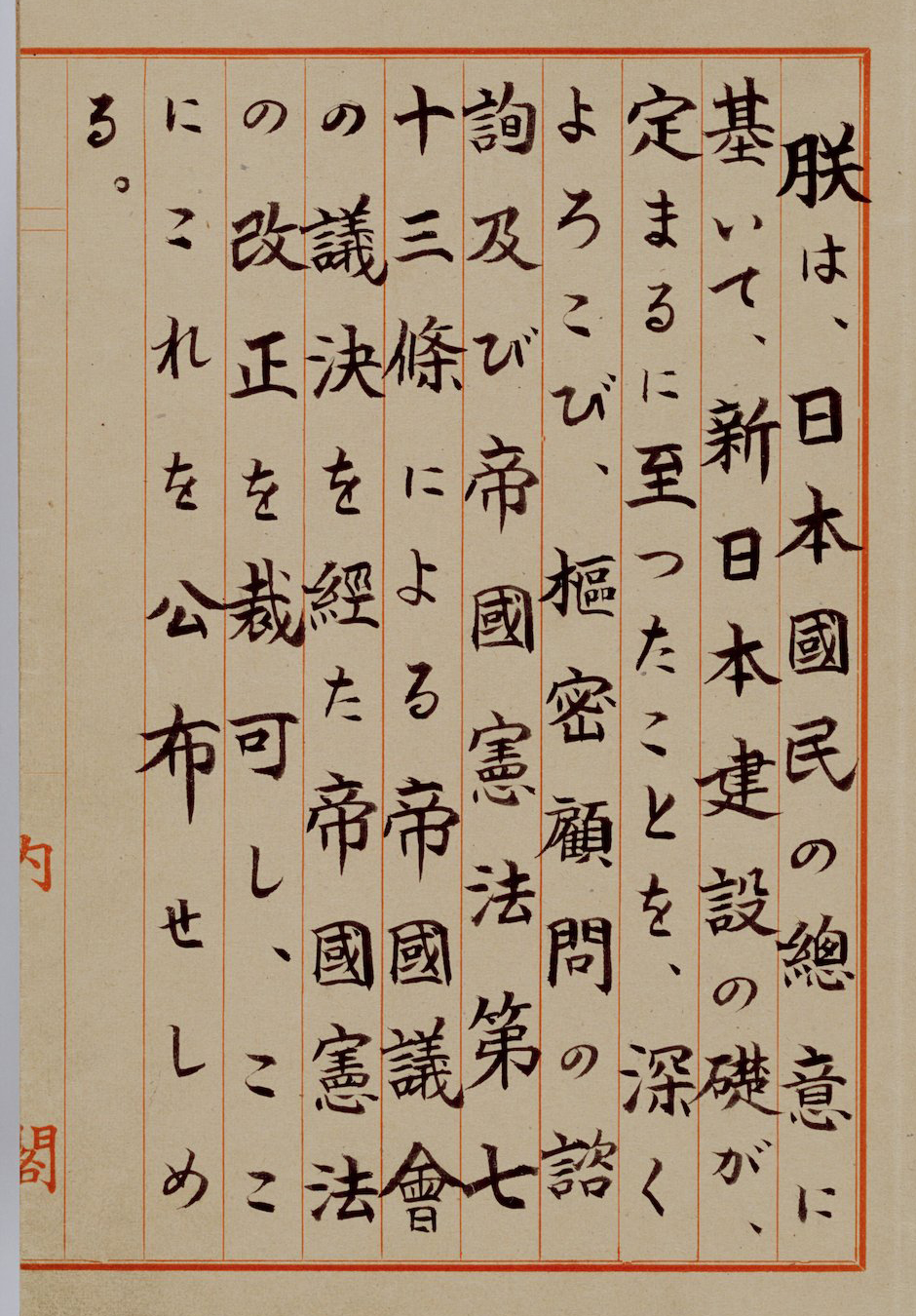
Императорский указ об обнародовании Конституции 1947 года, содержащий ссылку на статью 73 Конституции 1889 года

Конституция 1889 года за более чем полувековую историю своего применения ни разу не подвергалась ни существенному пересмотру, ни внесению каких-либо поправок. Это было обусловлено как сложностью процедуры пересмотра её текста, так и лаконичностью Конституции, оставлявшей законодательству широкие возможности правового регулирования без необходимости изменения буквы основного закона. Этим также объясняется то обстоятельство, что диаметрально противоположные векторы развития Японии в первой трети XX века — демократия Тайсё и японский фашизм — не нашли своего отражения в Конституции, при этом формально не противореча её нормам.
После принятия Конституции японское конституционное право начало претерпевать изменения, свидетельствовавшие об эволюции в сторону совершенствования работы политических механизмов, расширения представительства и демократизации. Так, Закон 1889 года о выборах в палату депутатов, устанавливавший имущественный ценз в виде уплаты налогов в размере 15 иен, в дальнейшем подвергался пересмотру: закон 1900 года понизил эту сумму до 10 иен, закон 1919 года — до 3 иен, а закон 1925 года вообще отменил требования к избирателям об уплате налогов. В 1896 году был сделан первый шаг к формированию института ответственного правительства: Ито Хиробуми, столкнувшись с парламентской оппозицией, провёл переговоры с Конституционно-либеральной партией и назначил на пост министра внутренних дел её лидера Итагаки Тайсукэ. Рисовые бунты 1918 года привели к отставке кабинета Тэраути Масатакэ и первому партийному кабинету: премьер-министром стал лидер крупнейшей парламентской партии — Хара Такаси. Если на протяжении всей предшествовавшей истории Японии уклад её жизни был сугубо коллективистским, то в эпоху Тайсё учёными был поднят вопрос о расширении правового статуса личности, изменении сложившихся взглядов на отношения человека и государства. В частности, по мнению профессора Ёсино Сакудзо, правительство должно было нести ответственность перед парламентом и руководствоваться в своей деятельности в первую очередь благом народа; при этом он фактически поддерживал идею народного суверенитета. Ещё дальше пошёл крупный специалист по конституционному праву Минобэ Тацукити, который переосмыслил краеугольный для Конституции принцип суверенитета японского императора: он утверждал, что «сувереном является государство, а император — только носитель суверенитета», и, комментируя статью 4 Конституции об осуществлении императорской власти в соответствии с положениями Конституции, высказал революционную для своего времени идею о верховенстве Конституции над императором: «Ясно как день, что суверенность императора должна осуществляться в согласии с установлениями Конституции».
Однако после оккупации Маньчжурии 1931 года в Японии началась милитаризация политической жизни, сменившая «либеральное десятилетие» 1920-х годов. В 1935 году была развёрнута крупномасштабная травля Минобэ Тацукити; его книги были публично сожжены, а сам он лишился должности главы кафедры теории конституции Токийского университета и подвергнут судебному преследованию. В 1936 году была учреждена Исследовательская ассоциация Сёва, основные места в которой заняли лица, близкие к военным; проект административной реформы, разработанный ассоциацией, предполагал превращение японского парламента в совещательный орган при императоре, отмену всеобщего избирательного права, ликвидацию партийных кабинетов, ограничение деятельности политических партий и др. В 1937 году, накануне вступления Японии во Вторую мировую войну, правительство генерала Хаяси Сэндзюро опубликовало декларацию «О государственном обновлении», в котором объявило о создании «новой политической системы». В рамках этой системы действие Конституции было ограничено, активно использовалась норма её статьи 31, согласно которой конституционные положения о правах и свободах не могут препятствовать осуществлению полномочий императора (фактически — правительства), которые имеют место во время войны. В результате Конституция хоть и не была отменена, но была включена в «новую политическую систему» без возможностей полной реализации её положений. К началу войны японские политические партии и профсоюзы были распущены, политическая жизнь страны регулировалась фашистской Ассоциацией помощи трону. Таким образом, Конституция Мэйдзи так и не стала реальным препятствием на пути складывания военно-бюрократического режима.
Поражение во Второй мировой войне и оккупация Японии означали крах её прежней политической системы. В то же время это поражение создало благоприятные условия для конституционных реформ, причём основную роль в этом процессе сыграли американские оккупационные власти. В октябре 1945 года командующий оккупационными войсками Дуглас Макартур поднял вопрос о желательности пересмотра Конституции 1889 года. В ответ японское правительство учредило Комиссию по демократизации японского политического строя, которую возглавил профессор Сасаки Соити. Власти Японии не ставили целью немедленный пересмотр Конституции Мэйдзи: комиссия лишь изучала те положения Конституции, которые можно было бы подвергнуть тем или иным изменениям, причём такие изменения должны были быть абсолютно необходимыми и не затрагивающими основополагающие принципы государственного управления, изложенные в Конституции. Однако под нажимом представителей оккупационных сил правительство Сидэхары Кидзюро было вынуждено создать Комитет для изучения проблемы пересмотра Конституции, начавший работу 27 декабря 1945 года и сменивший комиссию Сасаки.
Подготовленный Комитетом проект в феврале 1946 года был направлен в оккупационный штаб. Однако представители американской оккупационной администрации по приказу властей США подготовили свой проект японской Конституции, который и был взят за основу при составлении и принятии Конституции Японии 1946 года, вступившей в силу 3 мая 1947 года. Формально принятие новой Конституции года было оформлено как внесение изменений в Конституцию 1889 года; в указе об обнародовании Конституции император Хирохито объявлял: «Настоящим санкционирую и обнародую изменение имперской Конституции после консультаций с Тайным советом и вынесения решения имперского парламента в соответствии со статьёй 73 указанной Конституции». Тем не менее Конституция 1946 года традиционно рассматривается как самостоятельный закон, отменивший действие Конституции Мэйдзи.